# Leptis Magna

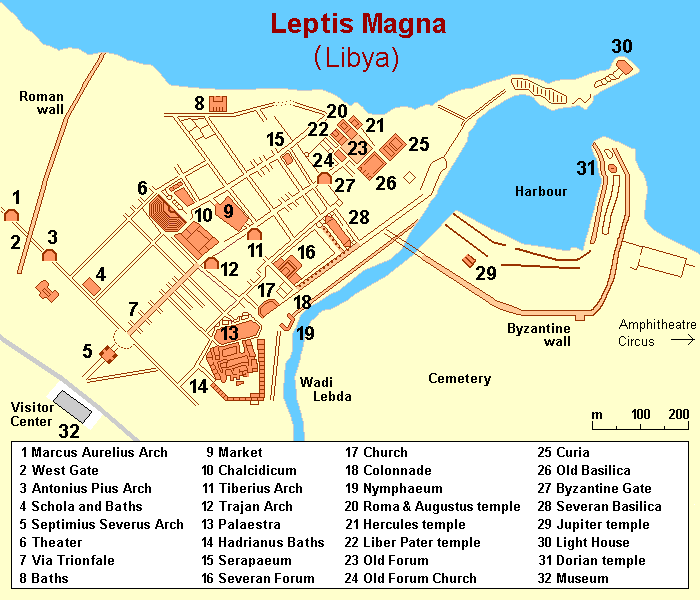
Pianta di Leptis Magna

Leptis Magna (in fenicio Lepqī o Lpqī e poi Lebdah o Lebda), nota anche come Lepcis, è stata un'antica città fenicia poi cartaginese ed infine romana della Tripolitania, sita nei pressi di Homs, in Libia.
Fu fondata all'inizio del I millennio a.C. da coloni fenici provenienti da Tiro e fu ricompresa nei domini cartaginesi, passando sotto il dominio del Regno di Numidia dopo la seconda guerra punica. Fu poi ricompresa nella provincia romana d'Africa e diede i natali all'imperatore Settimio Severo, che si prodigò per il suo abbellimento e per la successiva espansione del limes Tripolitanus, che traeva il nome (poi assegnato all'intera regione della Tripolitania) dalle sue tre città principali: Sabratha, Oea e Leptis Magna.
Nel 1982 il sito archeologico della città è stato riconosciuto come Patrimonio dell'umanità dall'UNESCO.

## Geografia fisica
La città era situata sulla costa nord-occidentale della Libia, bagnata dal mar Mediterraneo, nei pressi della moderna Lebdah, a circa 3 chilometri da Homs.

## Storia
La città sarebbe stata fondata, secondo fonti latine (tra cui la Naturalis historia di Plinio il Vecchio e i Punica di Silio Italico), da coloni fenici provenienti da Tiro agli inizi del I millennio a.C. e secondo quanto riportato da Gaio Sallustio Crispo i coloni avrebbero avuto rapporti amichevoli con le locali tribù libiche. Un episodio narrato dallo storico greco Erodoto farebbe presupporre che la città fosse già in decadenza sul finire del VI secolo a.C., probabilmente in concomitanza con la perdita di importanza di Tiro e Sidone, tanto che a poca distanza, alla foce del fiume Cinyps, tentarono di stabilirsi dei coloni greci guidati dallo spartano Dorieo; i coloni furono respinti dai cartaginesi con l'aiuto della tribù dei Maci ma in questo episodio Erodoto non menzionò Leptis.
L'insediamento ricomparve nel IV secolo a.C. col nome di Neapolis, probabilmente una rifondazione ad opera dei cartaginesi per proteggere la supremazia sulla costa nordafricana dopo la fissazione del confine con la Cirenaica alle are dei Fileni, venendo ricompresa nella circoscrizione Emporia dell'Impero cartaginese. La città godeva di una discreta autonomia, avendo dei suffeti come magistrati supremi, e godeva del diritto di epigamia con gli abitanti di Cartagine.

Nel III secolo a.C., forse dopo la seconda guerra punica, la città e la regione circostante passarono al Regno di Numidia, sebbene il dominio numida rimase più formale che effettivo. Nel 111 a.C., durante la guerra giugurtina, la città inviò dei legati al Senato romano chiedendo l'amicizia e l'alleanza di Roma, a cui fornì aiuto contro Giugurta, e ottenne nel 107 a.C. lo stanziamento di quattro coorti dal console Quinto Cecilio Metello Numidico. Alla fine della guerra tuttavia la città rimase nel regno numidico, ottenendo lo status di civitas foederata e conservando la sua autonomia, fino a quando non fu ricompresa nella provincia romana d'Africa dopo la guerra civile tra Cesariani e Pompeiani (questi ultimi alleati col re numida Giuba I); non è chiaro da quale lato si sia schierata la città e non è stato possibile verificare che la multa, pari a circa tre milioni di libbre di olio all'anno riportata nel Bellum Africum, sia stata comminata a Leptis in Tripolitania (e forse all'intera regione) o a Leptis in Bizacena. La città comunque entrò a far parte dei domini romani libera et immunis, guadagnando il diritto di battere moneta.

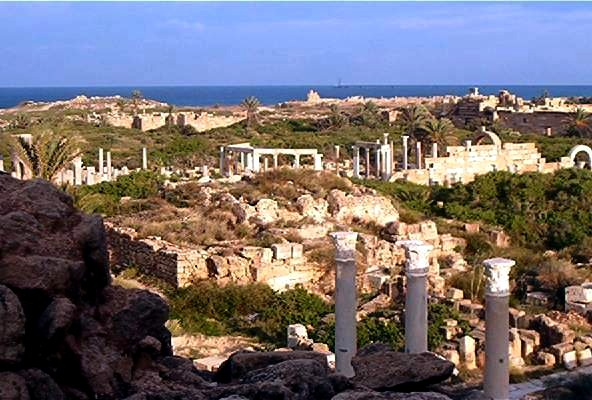
Veduta di Leptis Magna.

Sotto il dominio romano crebbe e si espanse già a partire da Augusto attraverso la costruzione di numerosi edifici, sebbene la città subì frequenti saccheggi da parte dei Garamanti e di altre tribù, soprattutto in occasione della guerra contro Tacfarinas tra il 17 e il 24 e in occasione di una controversia con la vicina Oea nel 69. Sotto Traiano ricevette il titolo di colonia, mutando il suo nome in Colonia Ulpia Traiana Leptis, ma pare comunque che i suffeti cartaginesi fossero rimasti in funzione, al fianco dei duumviri e degli edili romani. Nello stesso periodo, tra I e II secolo, si decise di ribattezzare la città in Leptis Magna, per distinguerla dall'omonima città in Bizacena (divenuta Leptis Parva).

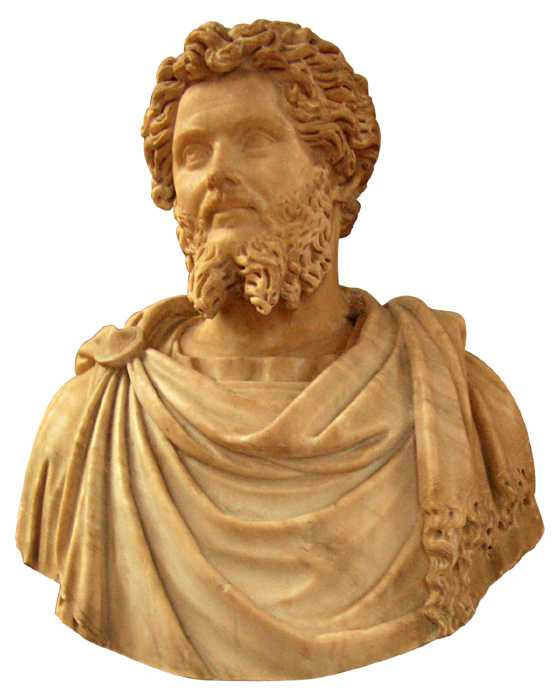
Busto di Settimio Severo conservato presso il Museo del Louvre di Parigi.

Nel 193 salì al trono imperiale Settimio Severo, nato nel 146 a Leptis in una famiglia dell'ordine equestre, che si adoperò particolarmente per la sua patria sia attraverso il consolidamento dei confini, con l'espansione del limes Tripolitanus verso Garama, sia promovendone lo sviluppo edilizio. Concesse inoltre lo ius Italicum e gli abitanti della città divennero noti anche come Septimiani in suo onore. Fino al IV secolo la città fu nel suo periodo di maggior splendore, arrivando ad avere una popolazione di circa 80 000 abitanti; dopo la riforma dioclezianea fu ricompresa nella nuova provincia della Tripolitania, di cui fu verosimilmente capoluogo.
Sul finire del IV secolo la città iniziò il suo declino sia per le ripetute incursioni degli Austuriani, sia in seguito alle vicende del comes Africae Romano, sia in seguito al suo progressivo insabbiamento, sia in seguito allo scisma donatista. Intorno al 455 la città cadde in mano ai Vandali, che abbandonarono la Tripolitania alle tribù berbere; in particolare la tribù dei Lawatāh saccheggiò la città tra il 527 e il 533.
Nel 533 la città fu riconquistata dal generale Belisario per l'Impero bizantino e conobbe un breve periodo di ripresa col rinforzo della cinta muraria, che tuttavia fu ridotta lasciando fuori la parte dell'abitato ormai totalmente inghiottita dalla sabbia. Leptis divenne inoltre sede del comandante militare della regione e fu teatro nel 534 di una rivolta dei Lawatāh, respinta dai bizantini.
Terminato il regno di Giustiniano I la decadenza della città riprese inesorabile e quando vi giunsero le prime schiere di arabi tra il 642 e il 643 non era altro che un modesto insediamento di cui non si fa nemmeno menzione. La città fu definitivamente distrutta nell'XI secolo durante l'invasione hilāliana.

## Scavi
Una prima descrizione delle rovine di Leptis Magna si ebbe nel XVII secolo quando si iniziò a trafugare i marmi lavorati, soprattutto ad opera del console francese a Tripoli Claudio Lemaire, che nel 1687 fece trasportare a Parigi oltre 600 colonne destinate alle grandi costruzioni volute da Luigi XIV. Nel corso del XIX secolo seguirono ulteriori descrizioni delle rovine ad opera di francesi, inglesi e italiani.
Una missione archeologica italiana giunse a Leptis tra il 1910 e il 1911, avviando gli scavi nel 1920 sotto la direzione di Pietro Romanelli e poi di Renato Bartoccini e Giacomo Guidi.

## Monumenti ed edifici

### Arco di Settimio Severo

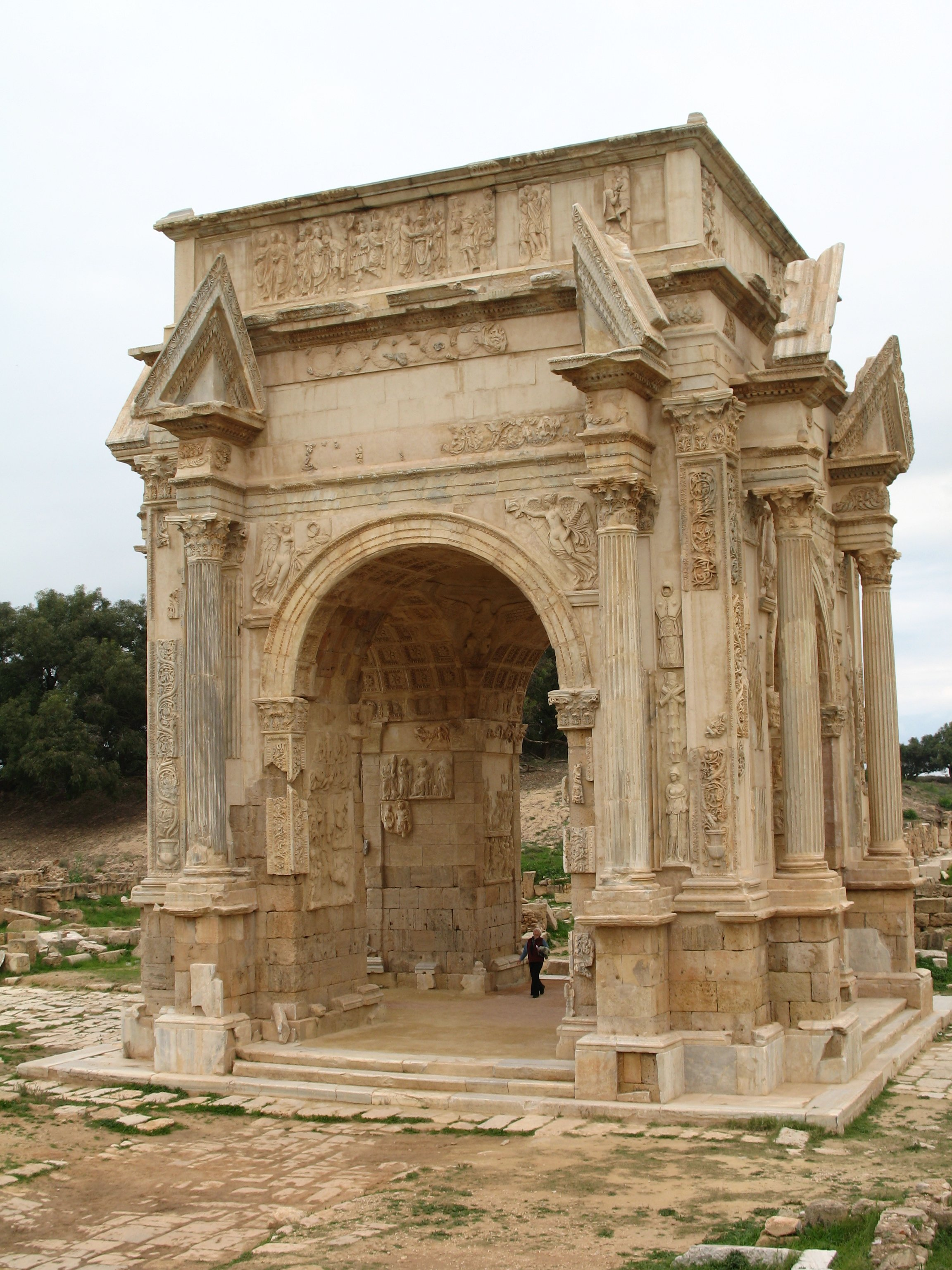
L'arco di Settimio Severo a Leptis Magna.

L'arco di Settimio Severo è uno dei monumenti più celebri di Leptis. Fu eretto nel 203 d.C., in occasione di una visita dell'imperatore Settimio Severo alla sua città natale, per rendere onore a lui e alla sua famiglia. Il nucleo della struttura fu costruito in pietra calcarea e poi rivestito in marmo. L'opera che oggi tutti possono vedere è in realtà una semi-fedele ricostruzione dell'antico monumento, al pieno recupero del quale gli archeologi stanno tuttora lavorando.
L'arco è costituito da quattro pilastri che sorreggono una copertura a cupola. Ciascuna delle quattro facciate esterne dei pilastri era affiancata da due colonne corinzie, tra le quali erano scolpite decorazioni in rilievo rappresentanti le virtù e le imprese dei Severi. Nel punto di intersezione tra la cupola e i pilastri sono scolpite delle aquile con le ali piegate, uno dei simboli della Roma imperiale. Sopra le colonne si trovano due pannelli scolpiti che riproducono nei dettagli processioni trionfali, riti sacrificali e lo stesso Settimio Severo che tiene per mano il figlio Caracalla. Sulla facciata interna delle colonne sono riportate scene di campagne militari, cerimonie religiose e l'immagine della famiglia dell'imperatore.

### Terme di Adriano
Lo sviluppo della città, insieme all'arrivo dell'acqua e alla diffusione dell'impiego del marmo portarono l'imperatore Adriano, agli inizi del II secolo d.C., a commissionare l'impianto termale che porta il suo nome. Il complesso fu inaugurato nel 137 d.C., ma alcuni archeologi sostengono che l'effettiva apertura sia avvenuta dieci anni prima. Conformemente alla tradizione romana, esso si sviluppa su un asse nord-sud con ambienti disposti simmetricamente.
Le terme sono accessibili dalla palestra, dalla quale si passa nella natatio, ampio ambiente con il pavimento rivestito da marmi e mosaici in cui si trova una piscina all'aperto circondata da colonne su tre lati. Oltre la natatio, si apre il frigidarium, con le vasche di acqua fredda. La stanza misura 30 m per 15 m, è pavimentata in marmo; otto massicce colonne con fusti di marmo cipollino alte quasi 9 m sorreggono un soffitto a volta, un tempo ornato con mosaici di colore blu e turchese, di cui oggi però non rimane più nulla. Ad entrambe le estremità della sala si trova una vasca, mentre, lungo le pareti sono presenti nicchie che ospitavano 40 statue, alcune delle quali sono oggi conservate nei musei di Leptis e di Tripoli.
Immediatamente a sud del frigidarium si trova il tepidarium, il locale adibito al bagno tiepido, in origine formato da una piscina centrale fiancheggiata su due lati da colonne - le altre due vasche furono aggiunte successivamente. Tutto intorno si aprono le stanze del calidarium, per il bagno caldo, orientate verso sud. Un tempo, probabilmente, avevano grandi finestre in vetro sul lato meridionale.  A questo locale furono aggiunte cinque laconica (bagni di vapore) durante il regno di Commodo. All'esterno, sul lato meridionale, erano collocate le fornaci usate per riscaldare l'acqua. Sui lati orientale e occidentale degli edifici corrono le cryptae, i deambulatori. Alcuni ambienti più piccoli erano i cosiddetti apodyteria, gli spogliatoi. Le forica, le latrine, meglio conservate sono quelle che si trovano sul lato nord-orientale del complesso.

### Tempio delle Ninfe
A est della palestra e delle terme di Adriano vi è una piazza aperta dominata dal nymphaeum, o tempio delle Ninfe. Si tratta di una fontana monumentale con la facciata riccamente articolata da colonne con fusti di granito rosso e marmo cipollino e con nicchie, ora vuote, che un tempo ospitavano delle statue di marmo. Risale all'epoca del regno di Settimio Severo.

### Via colonnata
La piazza antistante il Nymphaeum segnava l'inizio di una via monumentale, fiancheggiata da portici colonnati, diretta al porto. La strada era larga più di 20 m e lunga circa 410 m. Poiché collegava le terme e il nuovo foro dei Severi con il lungomare, era una delle strade più importanti della città.

### Foro dei Severi

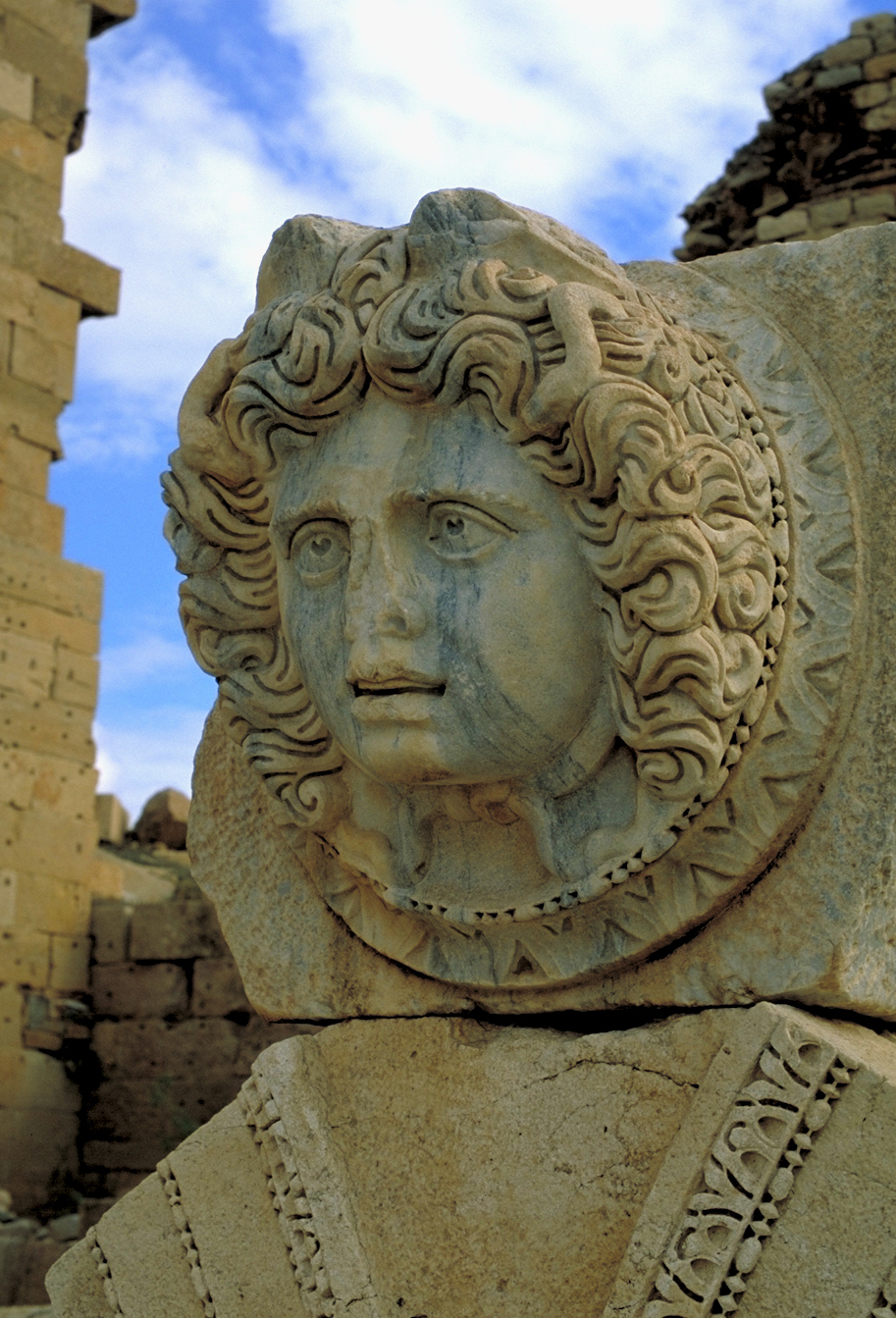
Testa di Gorgone.

Il progetto di trasformazione della città attuato da Settimio Severo prevedeva anche la revisione della struttura del centro cittadino, che fu da lui trasferito dal vecchio foro ad uno nuovo, battezzato con il nome della dinastia imperiale.
La piazza pavimentata in marmo, misura 100 m per 60 ed era circondata da portici ad arcate. Sulla facciata, tra un arco e l'altro erano medaglioni, di cui si conservano 70 esemplari. Nella maggior parte dei casi sono rappresentazioni simboliche della dea romana della Vittoria. Oltre ad esse vi sono alcune splendide immagini di Medusa. Gli archi erano di pietra calcarea, mentre le teste erano scolpite in marmo. Davanti alle colonne dei portici erano basamenti per statue, che conservano le iscrizioni dedicatorie.
Sul lato sud-occidentale del foro sorgeva il tempio dedicato alla dinastia dei Severi, del quale rimangono soltanto la scalinata, il podio e un magazzino sotterraneo. Ad esso appartenevano pure alcuni fusti di colonna in granito rosa che si trovano sparse per il foro.

### Basilica

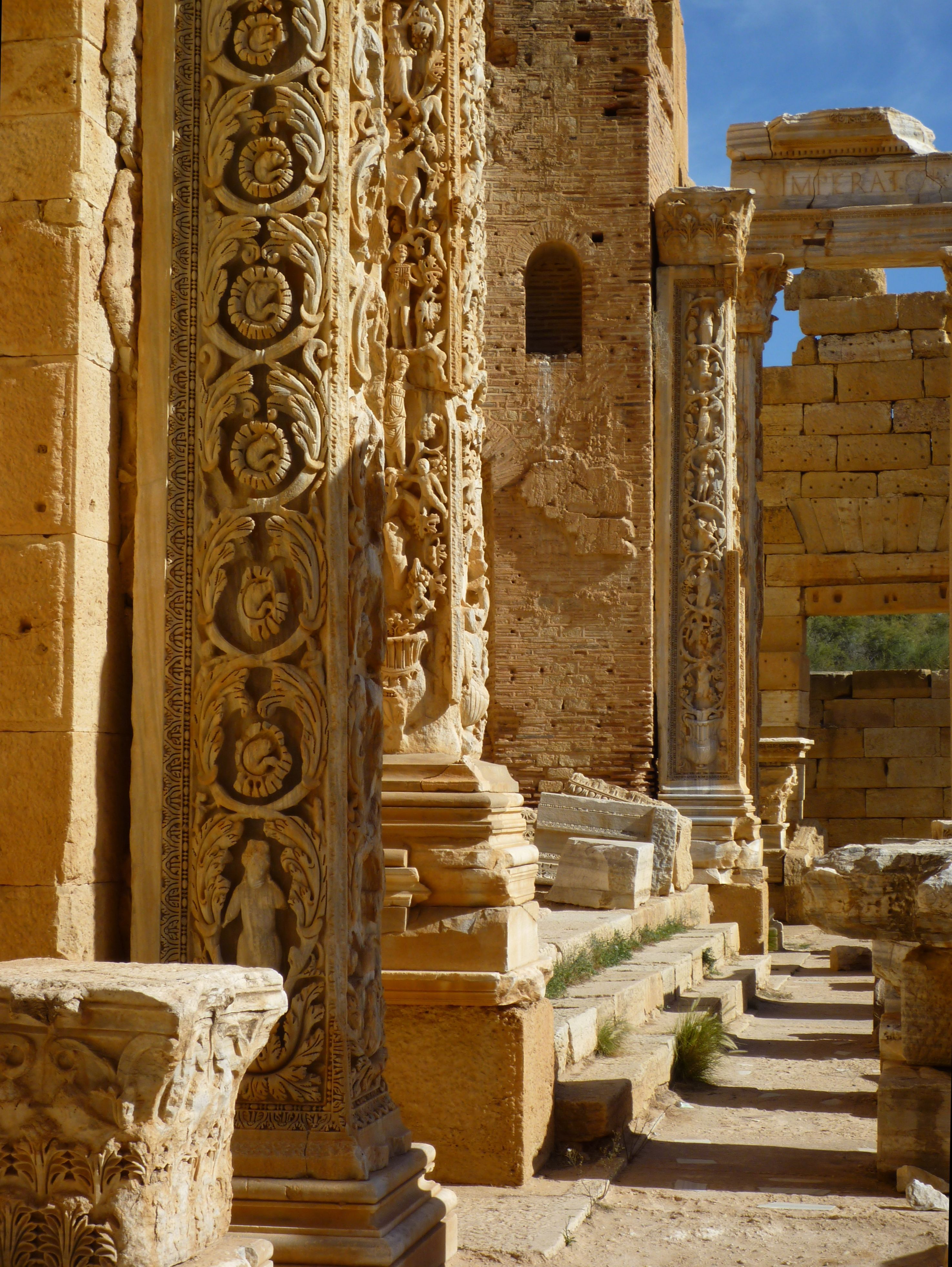
Basilica.

La basilica dei Severi è una struttura lunga 92 m e larga 40 che sorge sul lato nord-orientale del Foro. Presenta l'ingresso sui lati lunghi verso la piazza del Foro e absidi su entrambi lati corti. Lo spazio interno era articolato in tre navate, divise da colonne con fusti in granito rosa.
La sua costruzione fu avviata da Settimio Severo e completata da suo figlio Caracalla nel 216 d.C.
Le absidi sono decorate da più ordini architettonici con pilastri scolpiti al primo ordine e ospitavano i templi di Liber Pater (per i Romani Bacco e per i Greci Dioniso) e di Ercole (Eracle: sul lato dedicato ad Ercole i pilastri scolpiti hanno raffigurazioni delle mitiche dodici fatiche del semidio).
Nel VI secolo Giustiniano trasformò la basilica in una chiesa cristiana, facendo sistemare l'altare nell'abside sud-orientale. Dall'alto delle scale vicine all'angolo nord-occidentale si godono vedute della città.

### Porta Bizantina

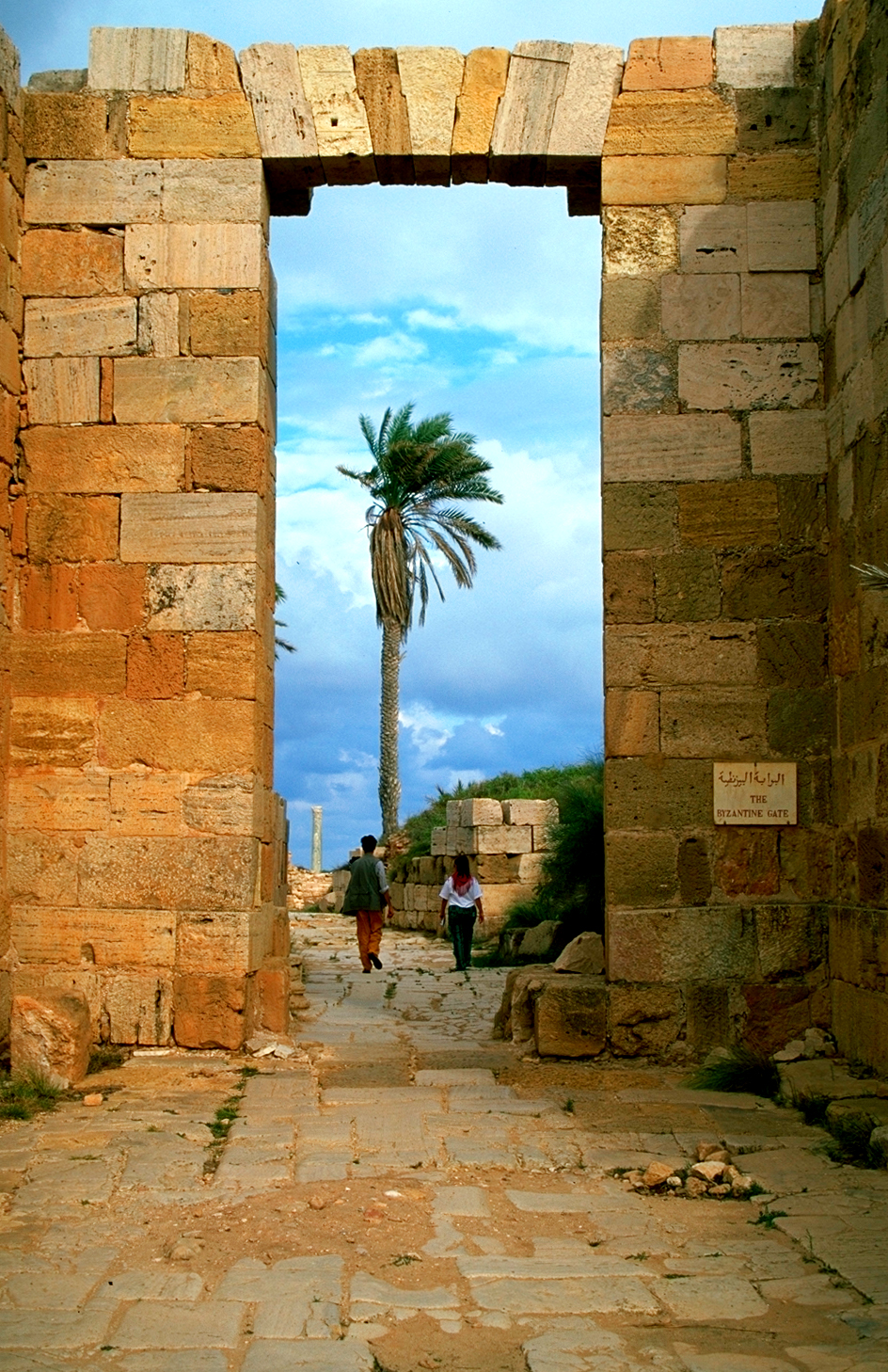
La Porta Bizantina

A nord-ovest della Basilica inizia una strada che conduce alla Via Trionfale, il cardo maggiore, e alla Porta Bizantina. Da notare quelli che sembrano fori di proiettile, che in realtà sono i buchi lasciati dagli “arcaici chiodi” martellati nel muro per appendere lastre di marmo.

### Archi monumentali
Sul tratto della "Via trionfale" che passa per l'angolo meridionale del mercato si erge l'arco di Tiberio (I secolo d.C.). Poco più avanti si trova l'arco di Traiano, fatto costruire nel 110 d.C., eretto probabilmente per commemorare l'acquisizione, da parte di Leptis, dello status di colonia romana. Entrambi gli archi sono in pietra calcarea.

### Foro vecchio

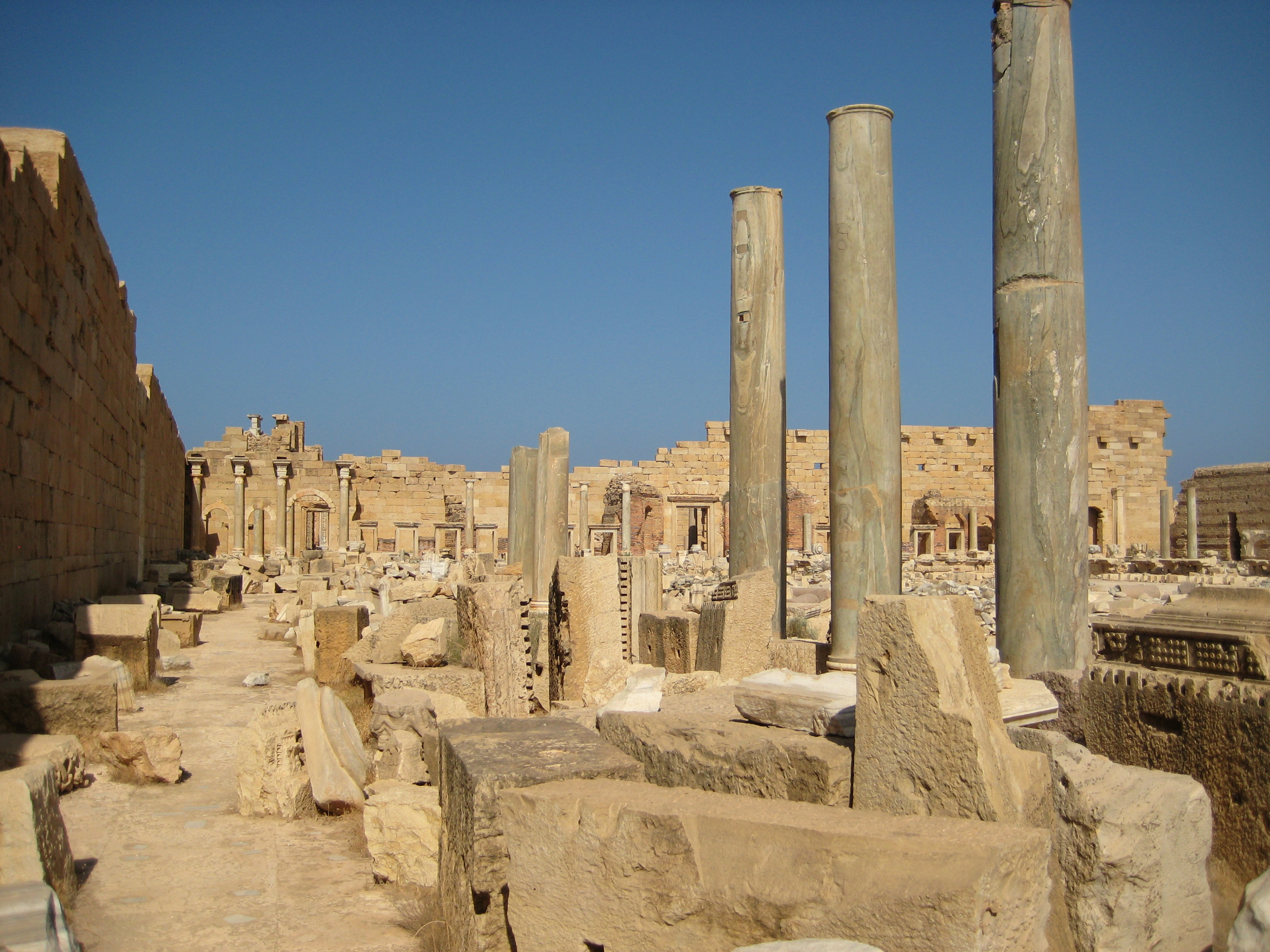
Foro

Il foro più antico di Leptis Magna (detto "Foro vecchio") era al centro della vecchia città punica. Su di esso gravitava l'antico culto cittadino di Šadrafa-Liber Pater (IPT 31). Un ampio saggio di scavo realizzato lungo il lato orientale della piazza ha messo in luce una complessa sequenza di strutture fenicio-puniche. La piazza fu realizzata o comunque ebbe un nuovo assetto monumentale sotto l'imperatore Augusto, a cura del proconsole Cn. Calpurnio Pisone nel 4-6 d.C. (IRT 520) e fu completamente lastricata nel 53-54 d.C. (IRT 338-IPT 26 e IRT 615). Presentava dei portici colonnati su tre lati.
Entrando nel foro dalla Porta bizantina, si vedono le rovine di tre templi su alto podio. A sinistra il tempio d'età augustea tradizionalmente attribuito a Liber Pater, ma per il quale è stata avanzata l'attribuzione al culto di Giove, di cui resta solo il podio e pochi resti della cella. Al centro il tempio di Roma e di Augusto, costruito tra il 14 e il 19 d.C. (IPT 22) in pietra calcarea. Il tempio presentava un'alta tribuna anteriore decorata da rostri, probabilmente utilizzata come palco dagli oratori che tenevano discorsi sulla piazza. I colonnati dei due templi maggiori furono rifatti in marmo nel II secolo d.C., ma una semicolonna originale del tempio di Roma e Augusto è rimasta sempre in piedi. A destra si hanno i resti del cosiddetto tempio di Ercole, il più rovinato dei tre: le pareti del podio e il colonnato sono opera di restauro.
Sul lato opposto della piazza alcuni fusti di colonna in granito grigio, fortemente erosi, ricordano la presenza dell'antica basilica civile, eretta una prima volta nel I secolo d.C. e ricostruita nel IV secolo dopo un incendio.
Nei pressi della basilica era collocata la curia, sede del senato cittadino, risalente al II secolo d.C.
A sinistra dell'ingresso alla piazza è un edificio di età traianea, in seguito trasformato in una chiesa bizantina, della quale si distinguono l'abside, le navate laterali e il nartece. Al centro del foro si notano un piccolo battistero con vasca a pianta a croce e un'esedra.

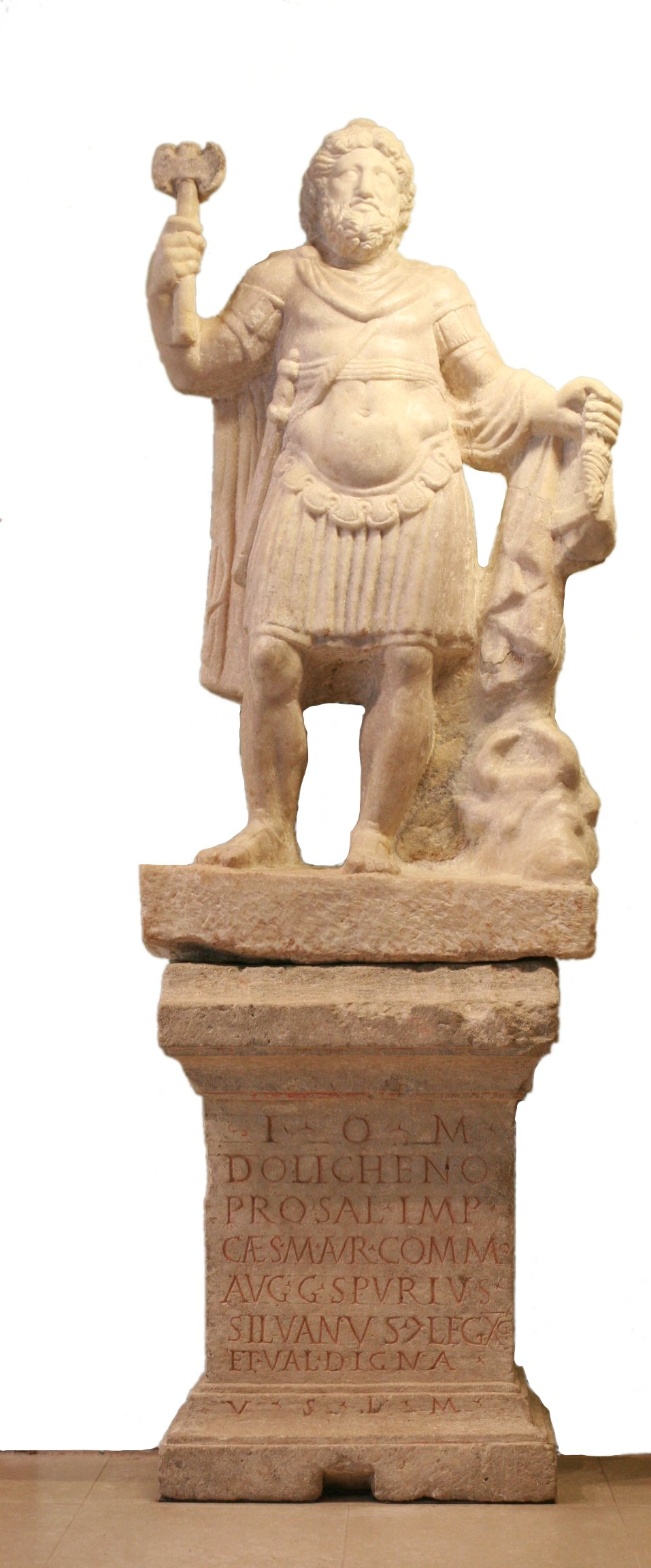
Giove Dolicheno

### Porto
Il porto fu trasformato sotto Settimio Severo, che vi eresse un faro di cui restano solo le fondamenta. Il faro era alto più di 35 m e secondo le fonti antiche era simile al più rinomato faro di Alessandria.
Delle installazioni portuali si conservano il molo orientale, i magazzini, le rovine di una torre di osservazione e una parte delle banchine utilizzate per il carico delle merci.
Nei pressi del porto si conservano i resti del tempio dedicato a Giove Dolicheno, con la sua scalinata.

### Chalcidicum
Il chalcidicum si trova nell'isolato immediatamente a ovest dell'arco di Traiano. Costruito nel I secolo d.C., durante il regno di Augusto, ha un portico colonnato collegato alla via Trionfale per mezzo di una serie di gradini.
Al suo interno sorgeva un tempietto in onore di Augusto e di Venere e si conservano fusti in marmo cipollino e capitelli corinzi del II secolo d.C. Presso l'angolo orientale si può notare un basamento a forma di elefante.

### Mercato

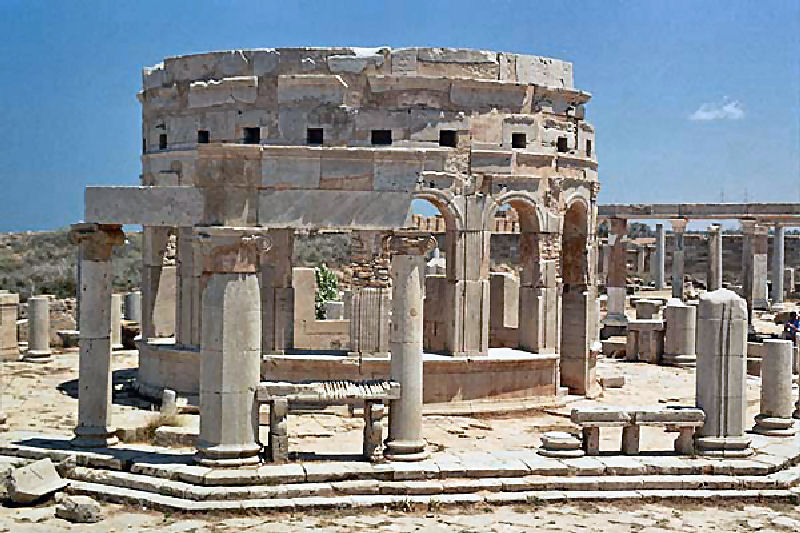
Mercato

Il mercato conserva nello spazio centrale due padiglioni ottagonali ricostruiti: quello settentrionale era forse adibito alla compravendita dei tessuti e conserva una tavola di pietra (in copia: l'originale è custodito nel museo del sito), risalente al III secolo d.C., sulla quale sono incise le principali unità di misura: il braccio romano o punico (51,5 centimetri), il piede romano o alessandrino (29,5 centimetri) e il braccio greco o tolemaico (52,5 centimetri). Intorno allo spazio centrale corre un portico colonnato.
Il complesso venne edificato nel 9 a.C. e poi ricostruito durante il regno di Settimio Severo: alcune colonne con capitello di marmo risalgono a questa seconda epoca.  Nel quadriportico fu ritrovato, nel 1930, un busto di Afrodite.

### Teatro

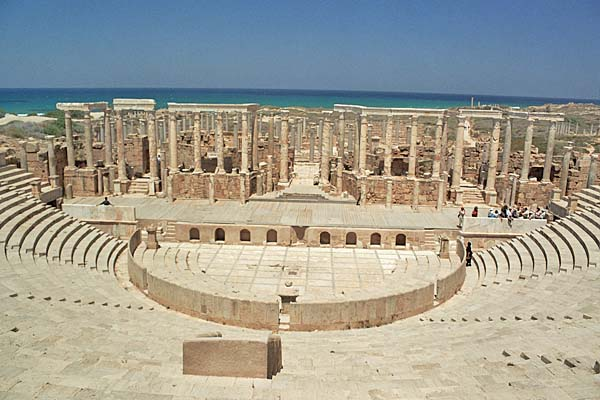
Teatro

Il teatro di Leptis, capace di ospitare 15.000 spettatori, è il secondo dell'Africa per dimensioni (dopo quello di Sabratha). Risale ai primi anni del I d.C., come mostrano le iscrizioni celebrative apposte da ricchi cittadini di Leptis. Fu costruito sul sito di una precedente necropoli punica utilizzata tra il V e il III secolo a.C.
Il palcoscenico fu ricostruito in marmo e conserva il frontescena come facciata monumentale, articolata in tre nicchioni semicircolari e decorata da un triplice ordine di colonne. Questa struttura risale all'epoca di Antonino Pio (138-161 d.C.). Vi si trovavano anche numerose sculture che raffiguravano divinità, imperatori e cittadini illustri. Due di esse sono tuttora nella loro posizione originaria: la statua di Bacco, ornata da viti e foglie, e quella di [Eracle], con la testa ricoperta da una pelle di leone.
La cavea era stata tagliata nella roccia all'epoca della costruzione del teatro; nel 90 d.C. i gradini riservati ai seggi dei notabili della città furono ricavati subito sopra l'orchestra, separati da quelli del pubblico pagante da una massiccia balaustra di pietra. In cima alla cavea si trovavano alcuni tempietti e un porticato con fusti di colonna in marmo cipollino.

### Terme dei Cacciatori
Le terme dei Cacciatori sono costituite da una serie di ambienti con volte a botte scavati nell'arenaria. Il complesso venne realizzato nel II secolo d.C. e fu utilizzato per quasi tre secoli. Conservano mosaici e affreschi, uno dei quali, situato nel frigidarium e nel quale sono raffigurate scene di caccia ambientate nell'anfiteatro, ha dato il nome al complesso. Uno degli affreschi risale ad un'epoca precedente alle terme e vi è stato riutilizzato al momento della loro costruzione. Sono inoltre presenti pannelli marmorei scolpiti.

### Anfiteatro
L'anfiteatro di Leptis Magna, capace di contenere 16 000 spettatori, venne scavato nel fianco di una collina nel I secolo d.C. Al di sopra dei gradini superiori della cavea correva probabilmente un portico colonnato.

### Circo (ippodromo)
Il Circo era realizzato lungo la costa orientale della città e le gradinate del lato nord-orientale erano accessibili dalla pista, mentre quelle del lato opposto si potevano raggiungere anche dall'anfiteatro, attraverso dei passaggi secondari. Edificato nel 162, durante il regno di Marco Aurelio, poteva ospitare 25.000 spettatori ed era ampio 450 m per 100. Sono parzialmente conservati gli spalti e rimangono scarsi resti della spina centrale e dei carceres di partenza.

## Galleria d'immagini

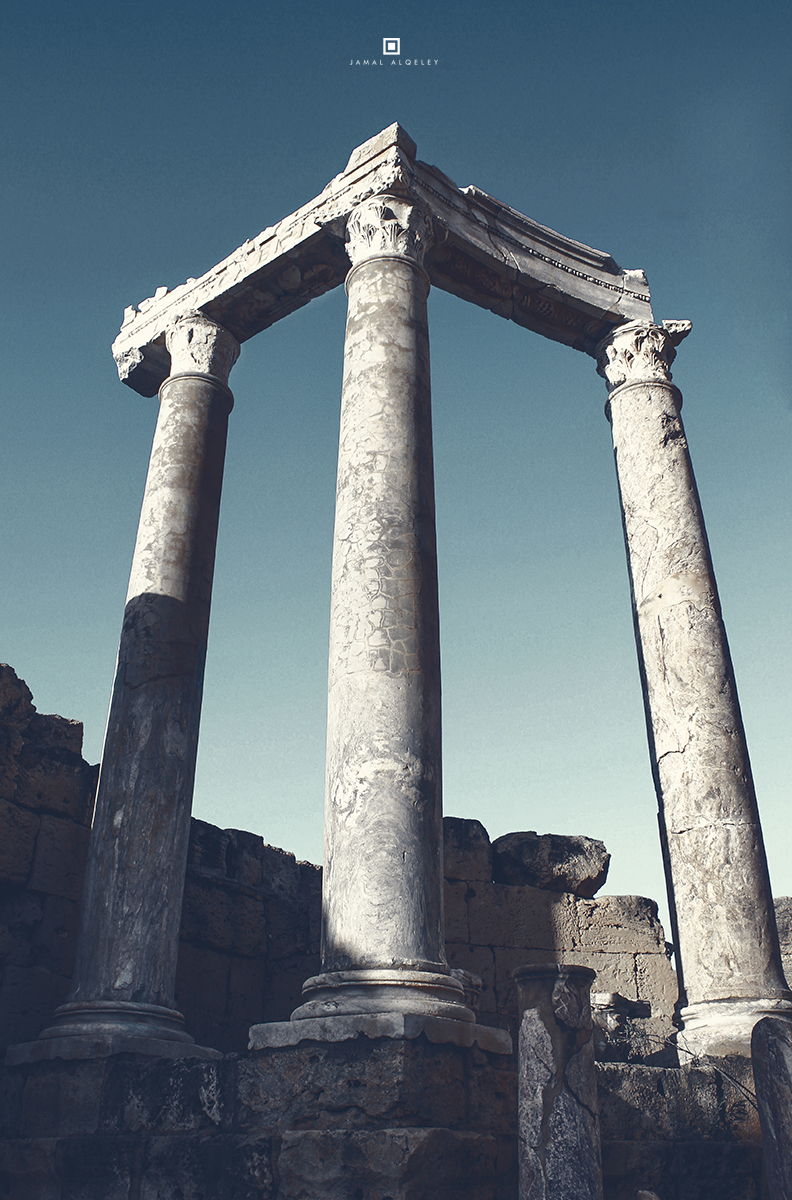
Colonne.
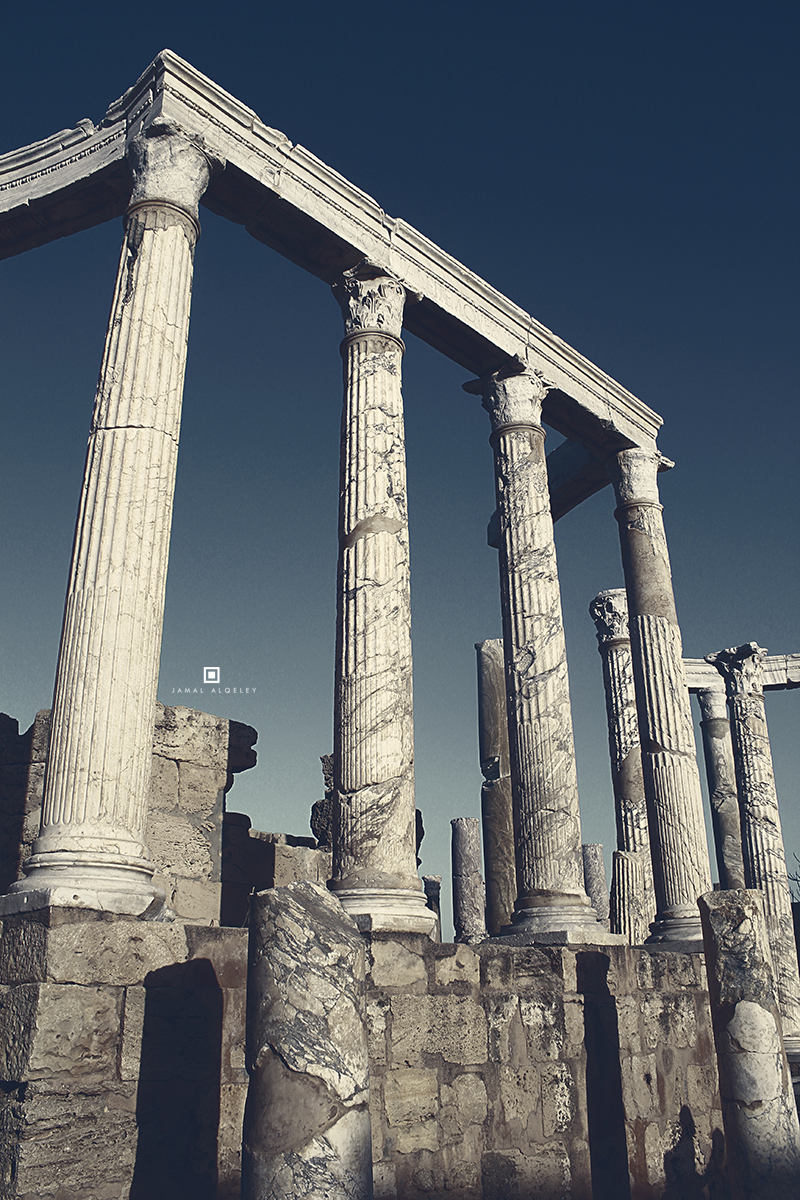
Colonne.
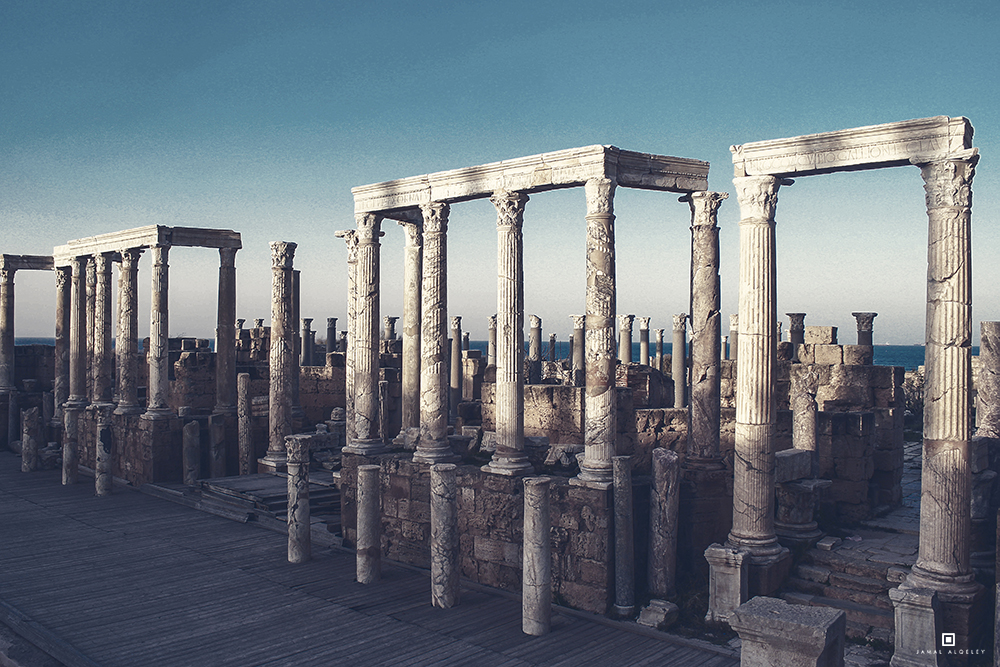
Resti dell'edificio scenico del teatro.
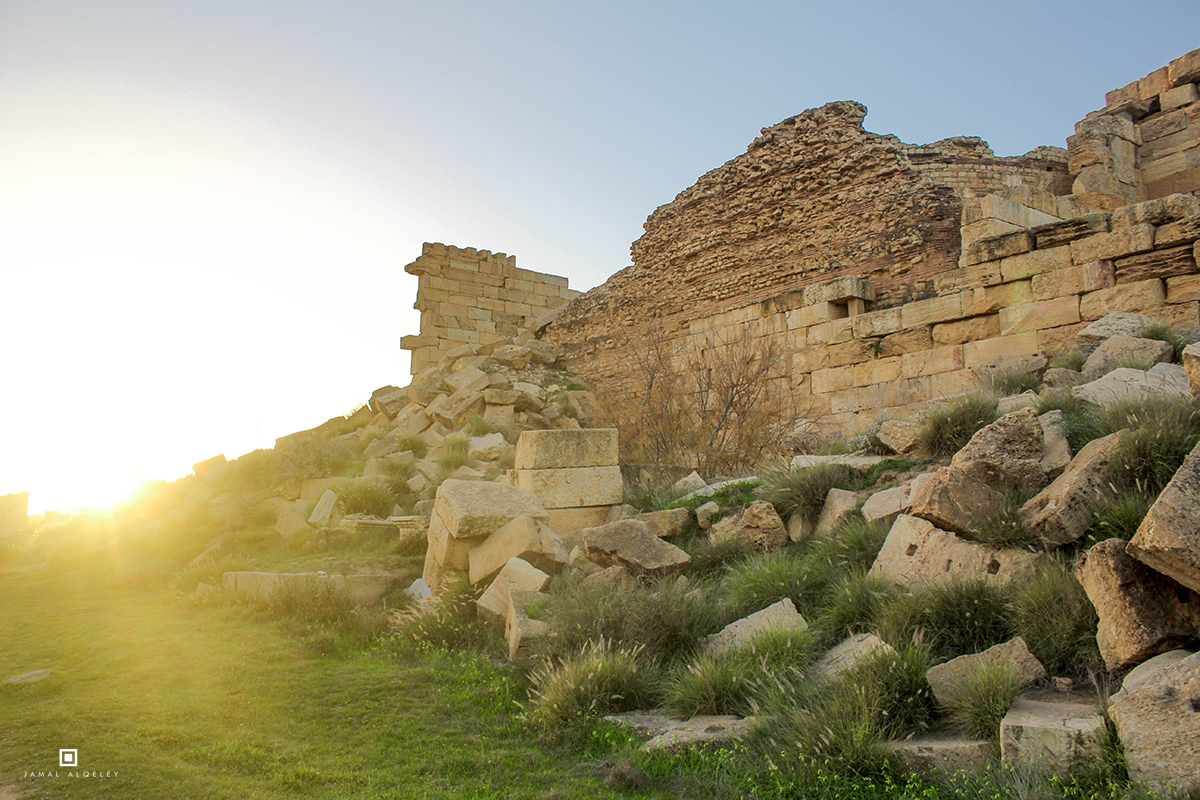
Veduta delle rovine.
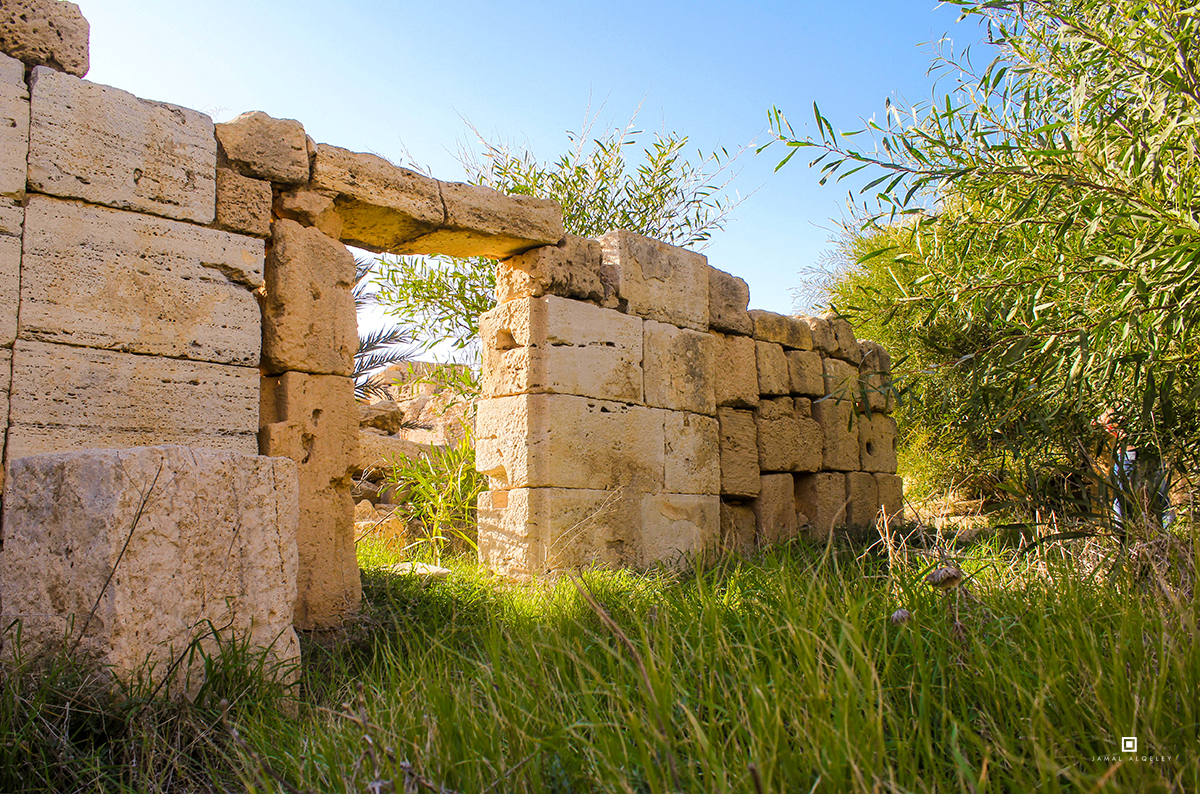
Piccola porta occidentale.
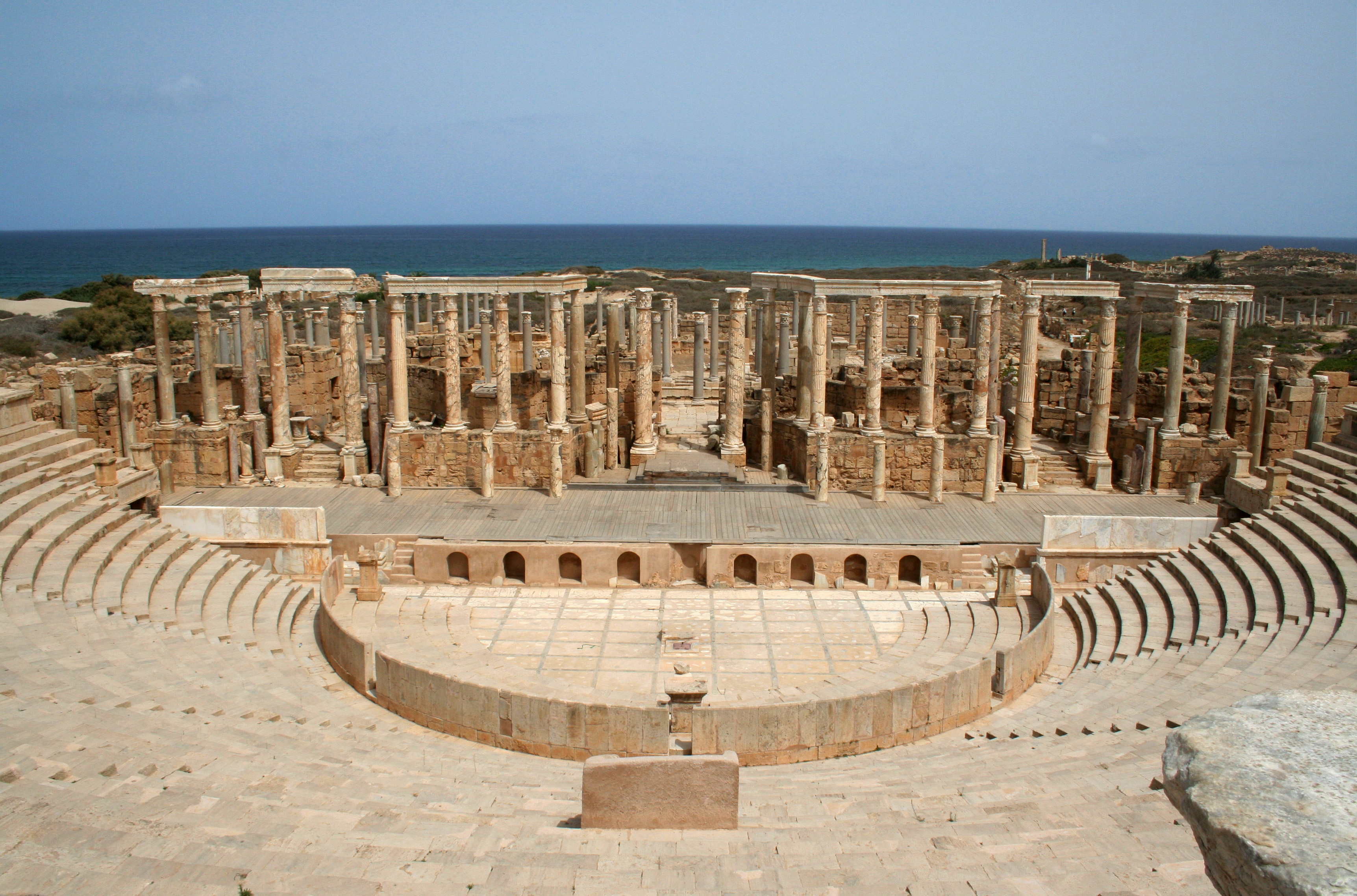
Teatro.
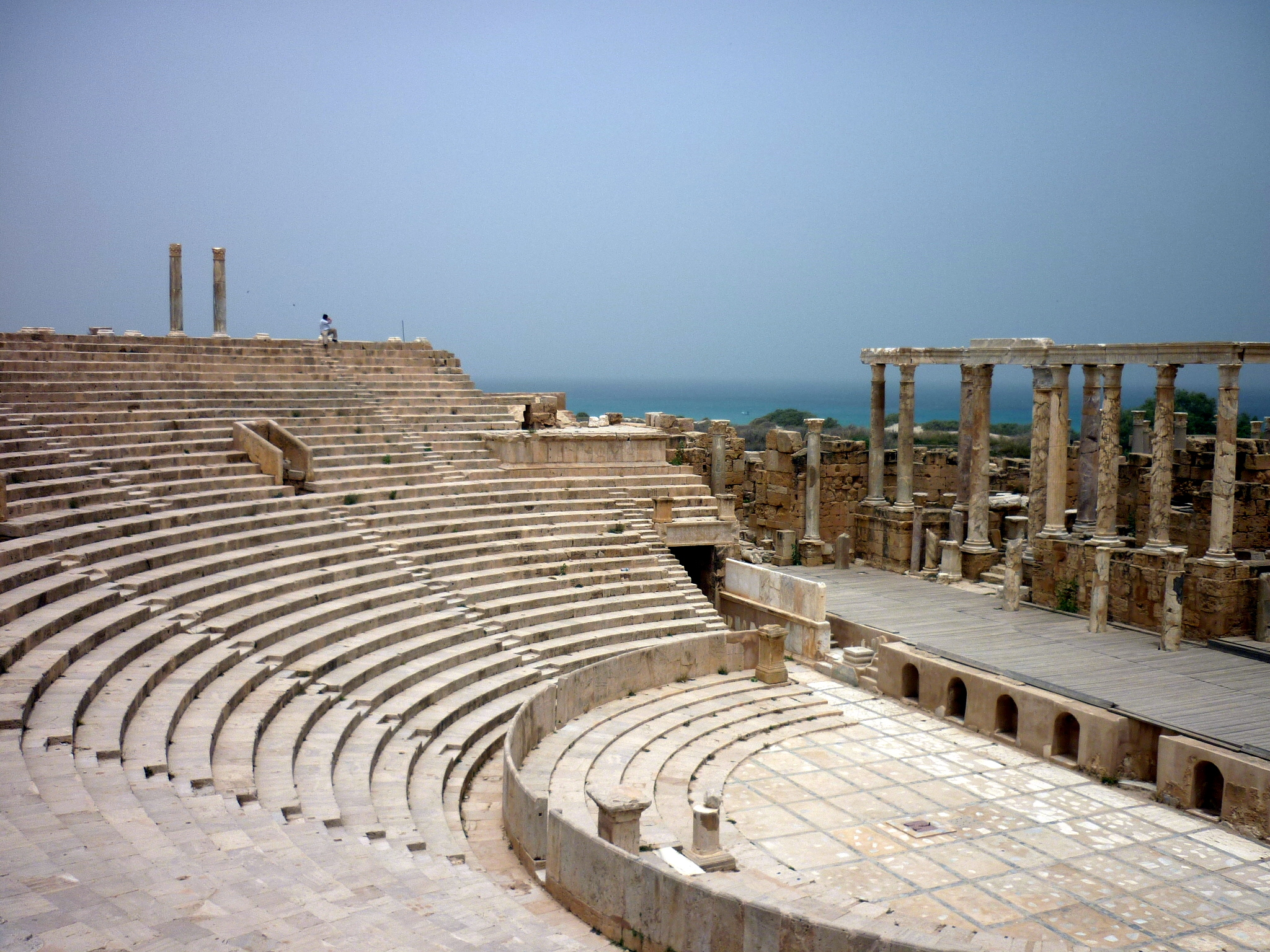
Teatro.
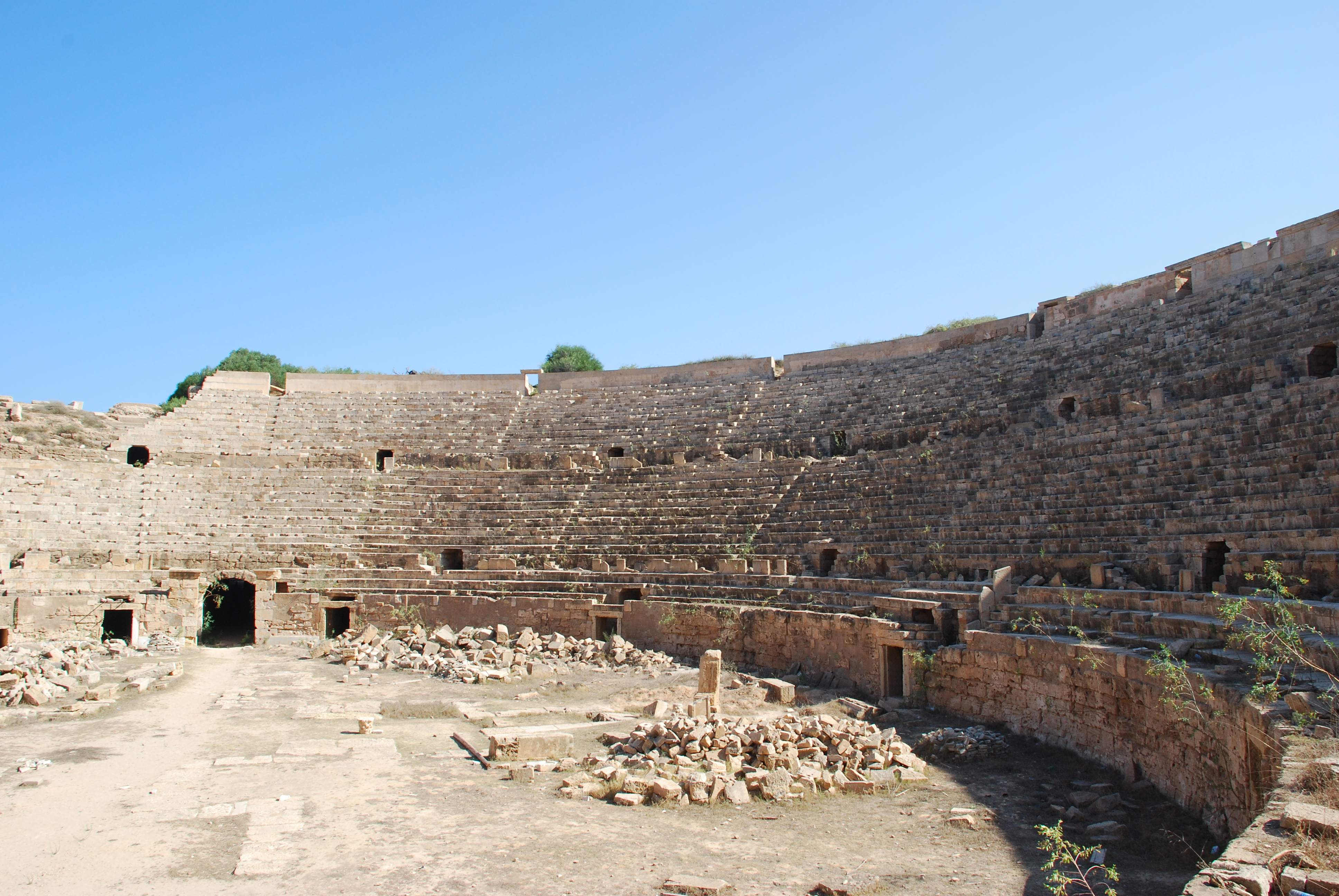
Anfiteatro.
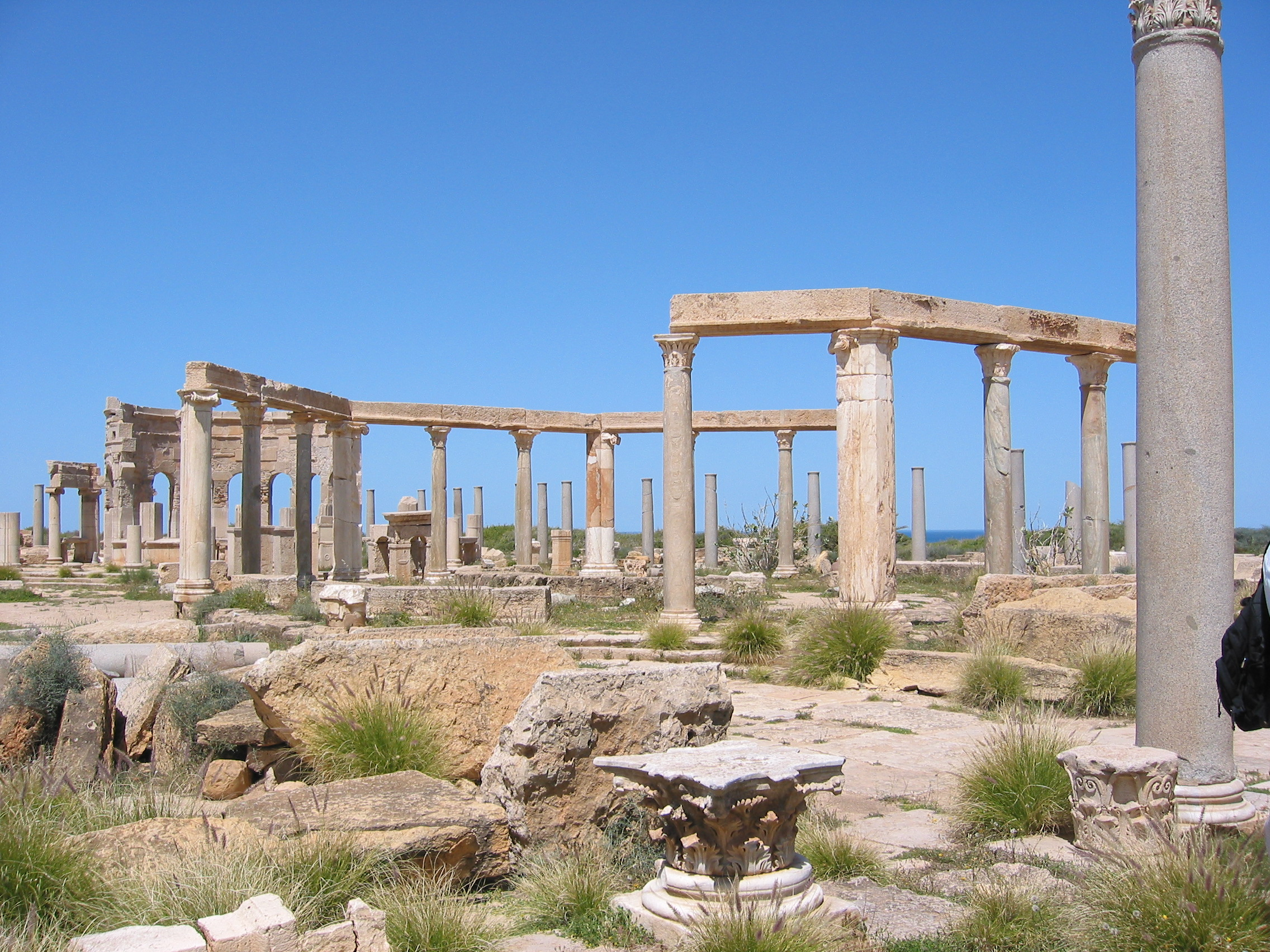
Mercato (macellum).
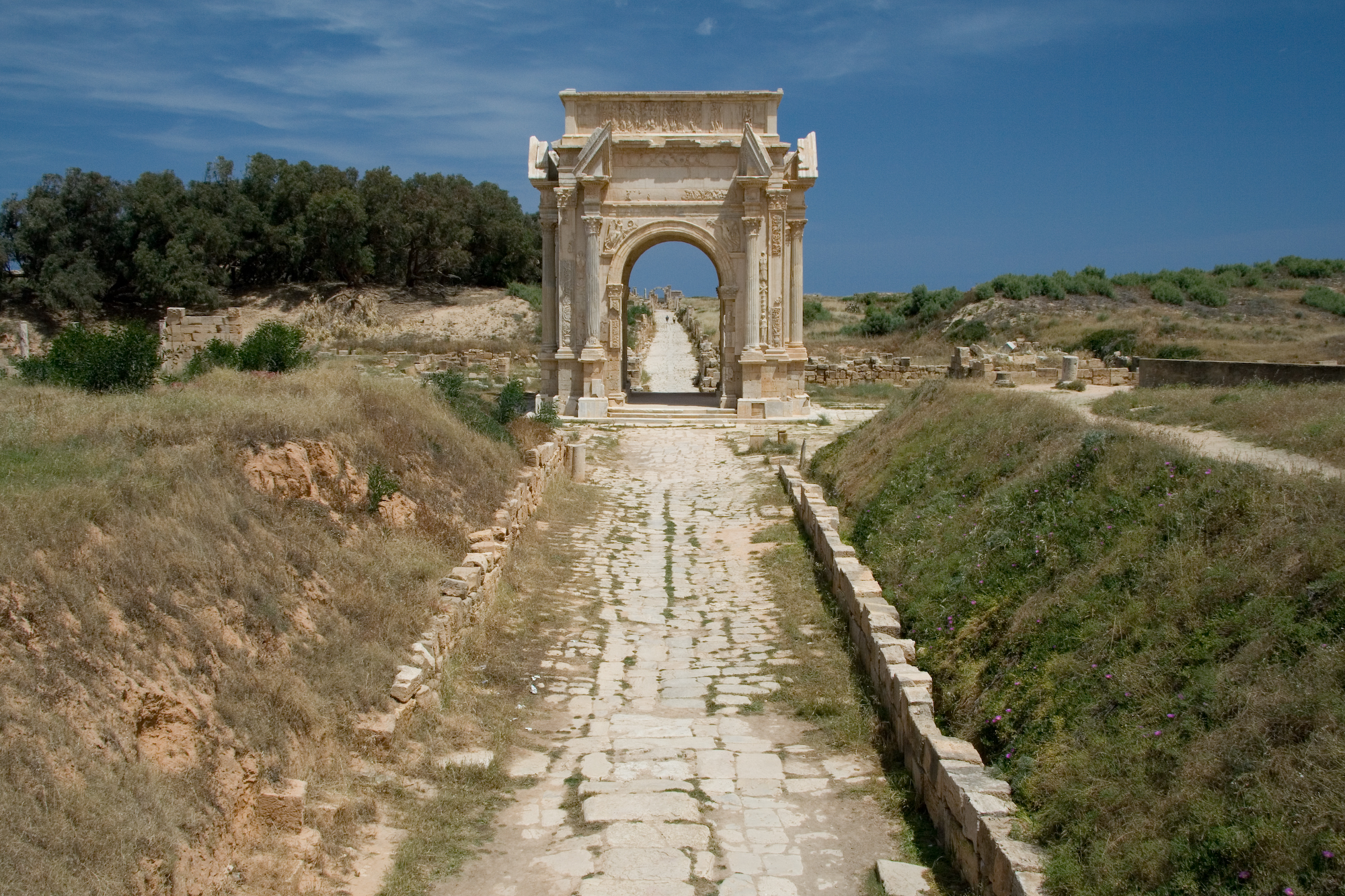
Arco quadrifronte dei Severi.
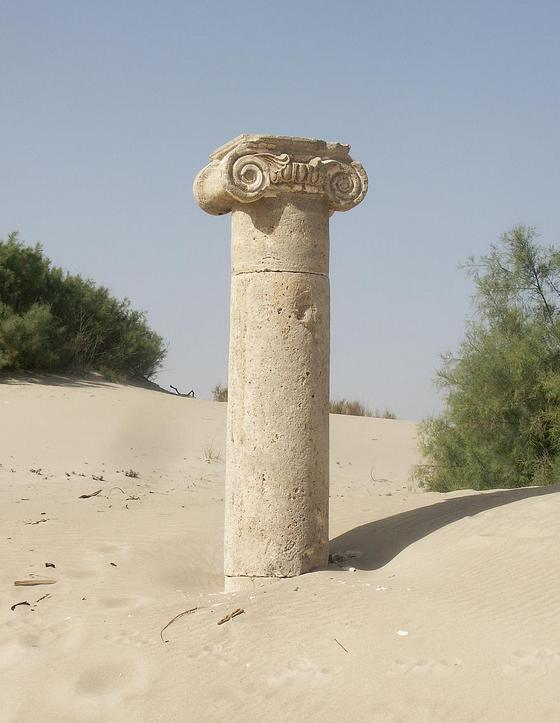
Colonna parzialmente scavata.
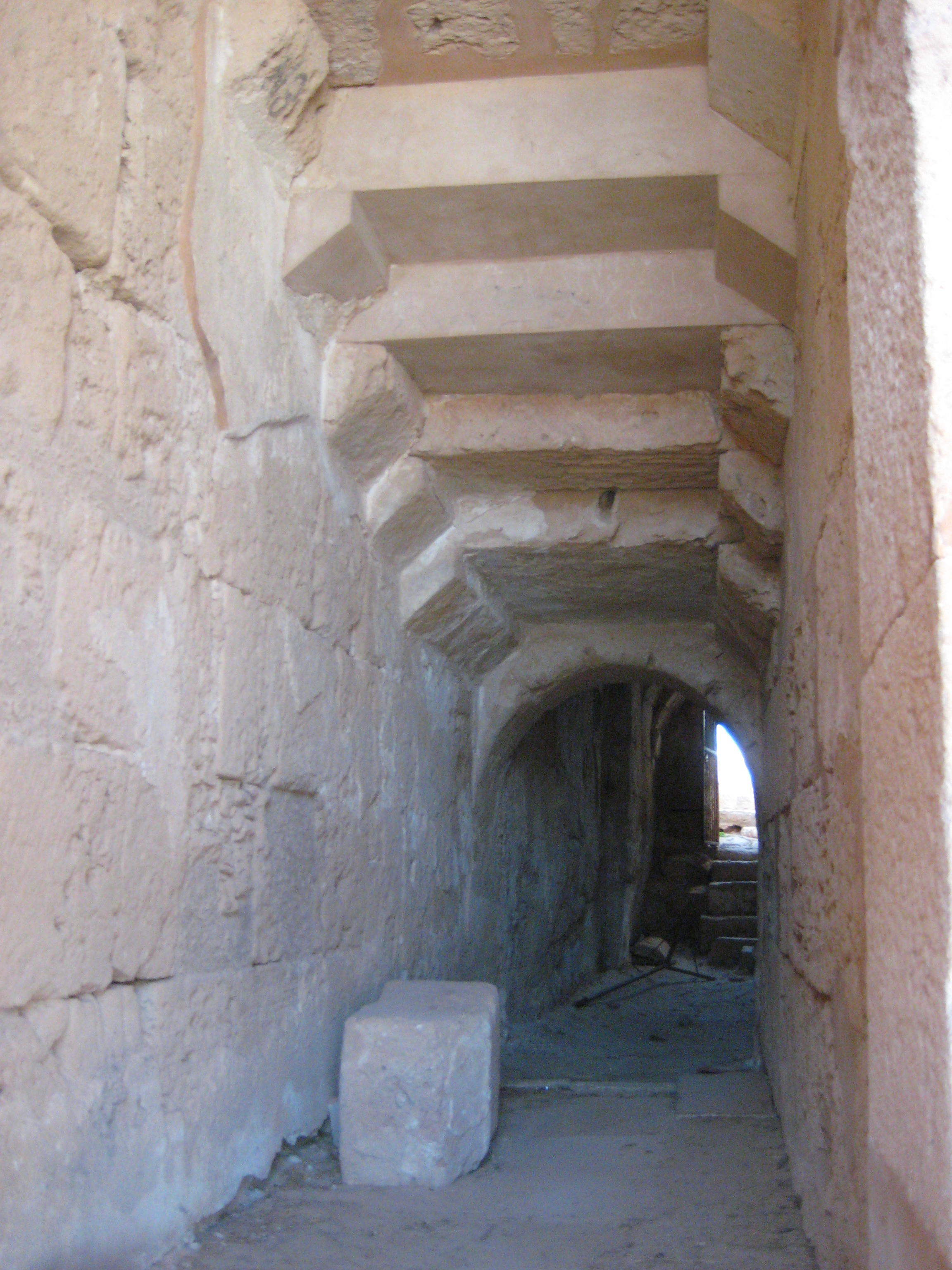
Veduta interna di uno dei parodoi d'ingresso al teatro.
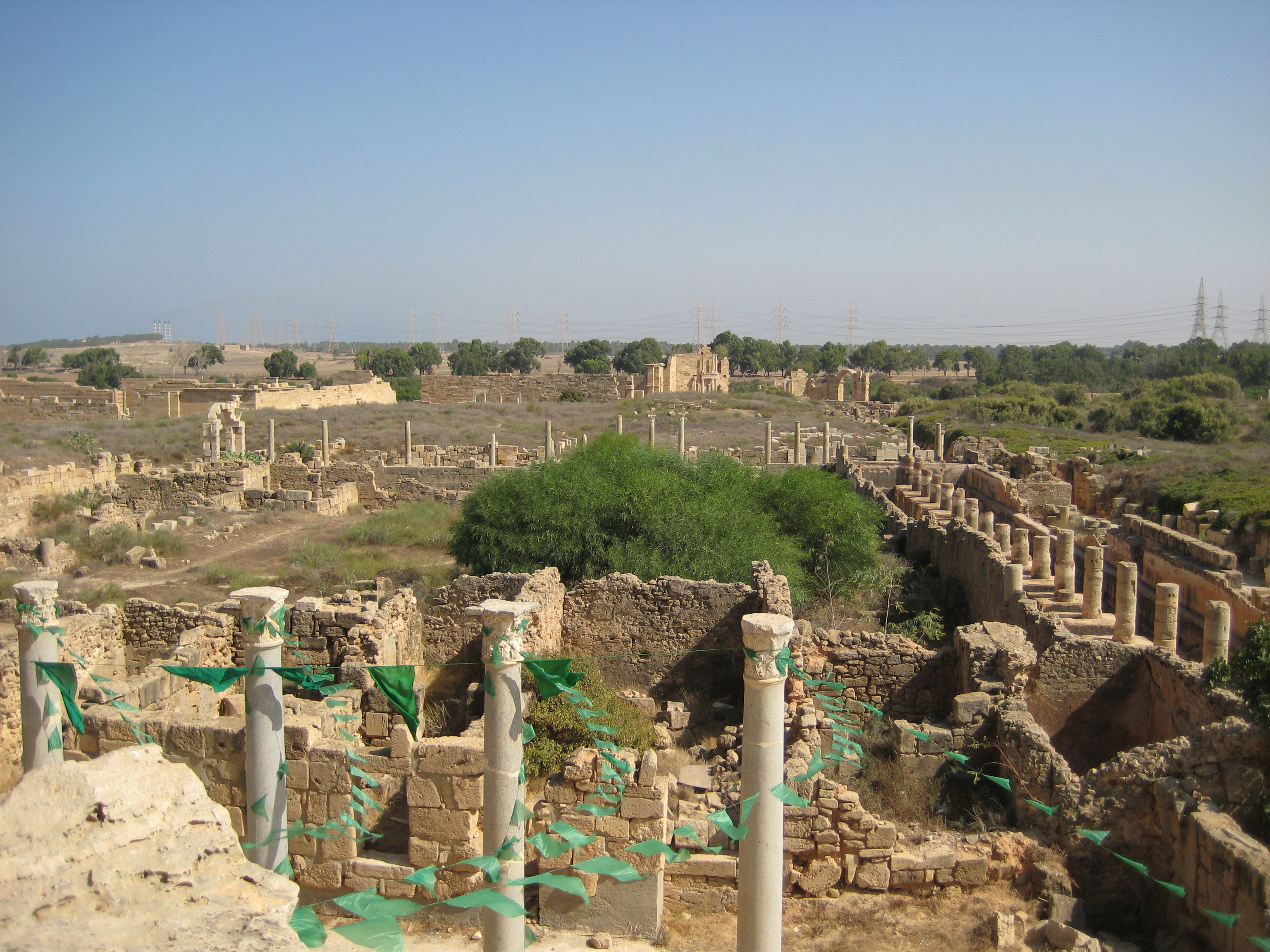
Veduta dal teatro.
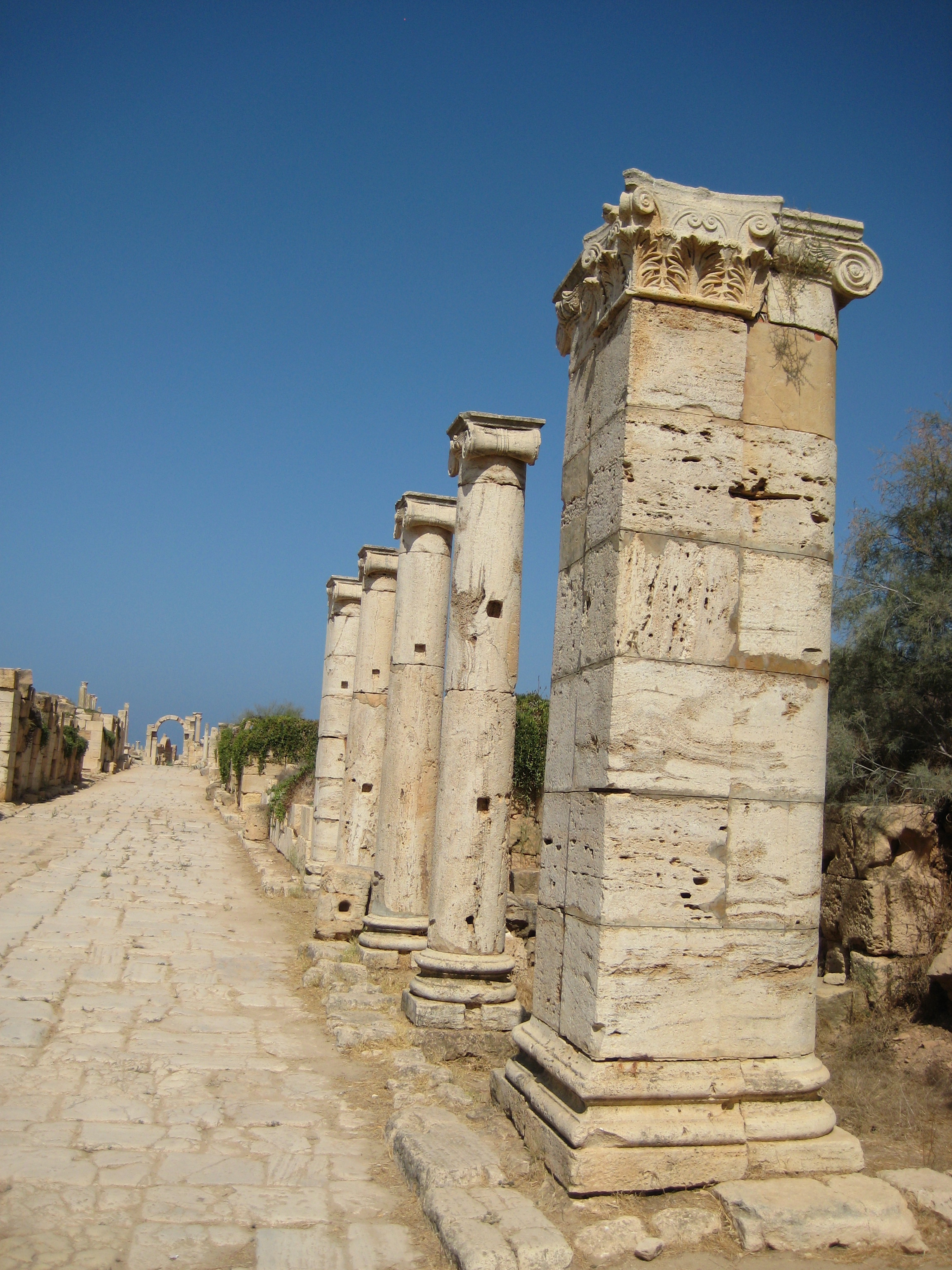
Una delle strade fondamentali dell'impianto urbano, compresa fra l'arco dei Severi e l'arco di Traiano.
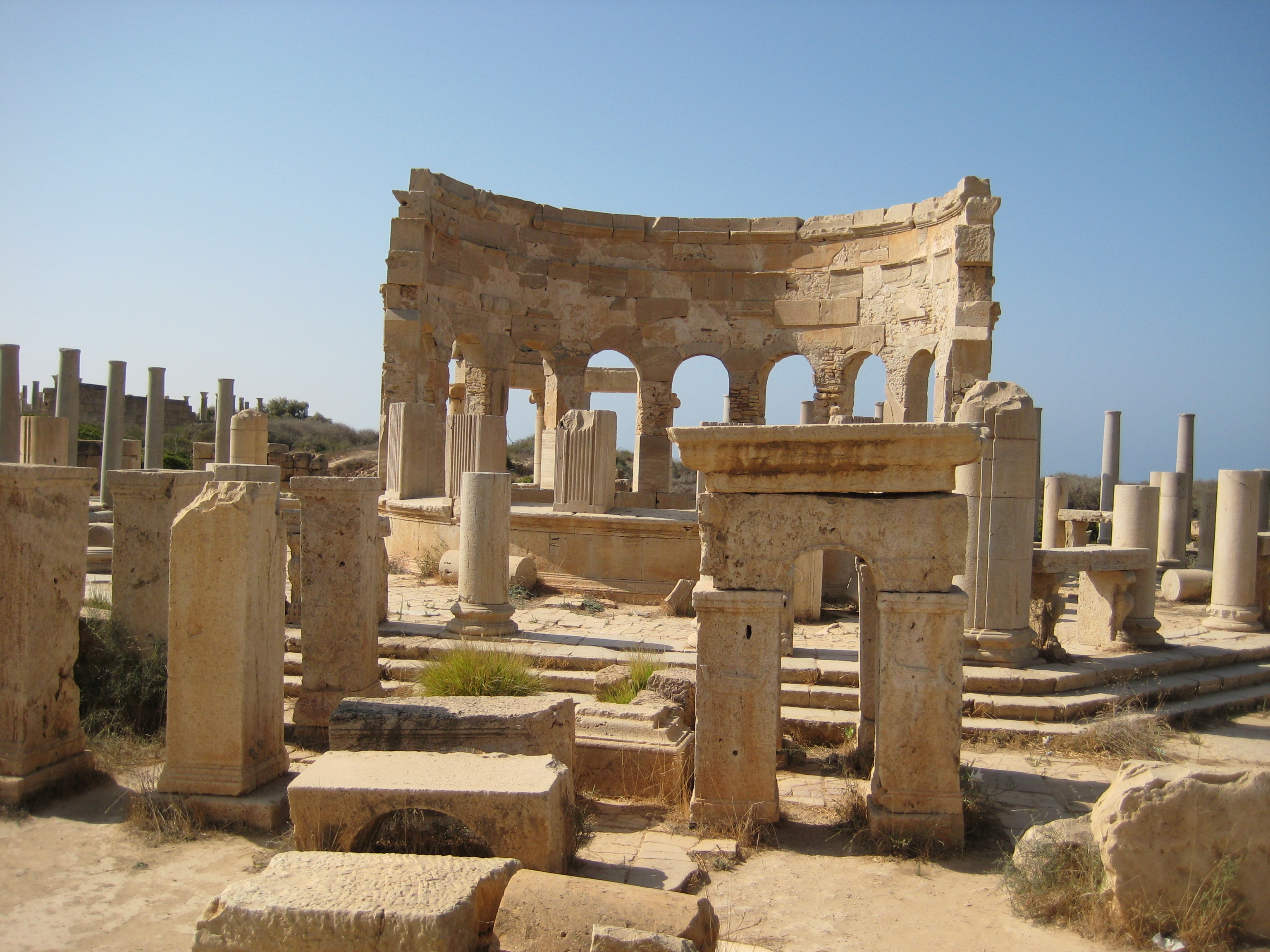
Mercato e veduta di una delle tholoi ottagonali.
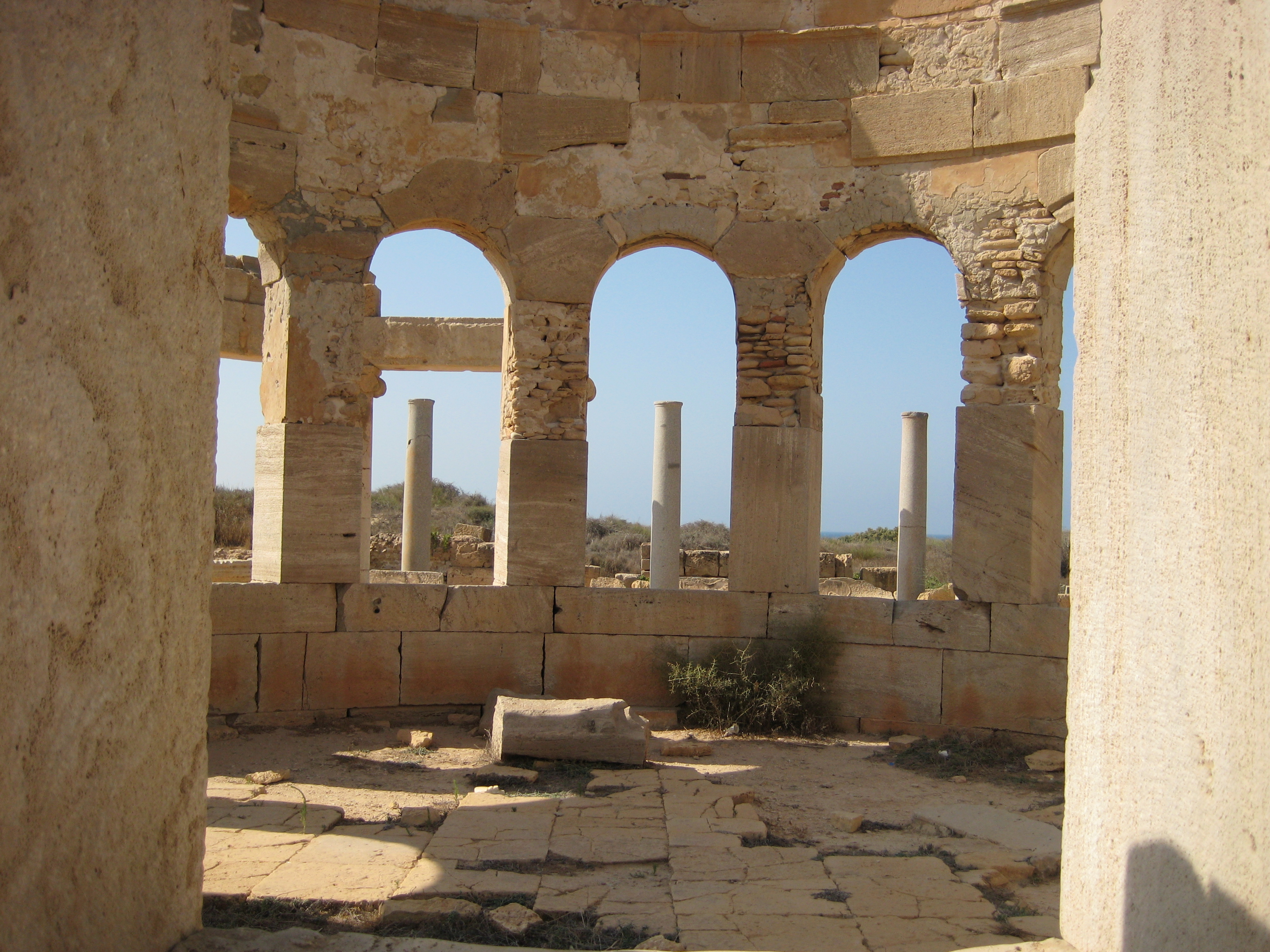
Interno della tholos del mercato.
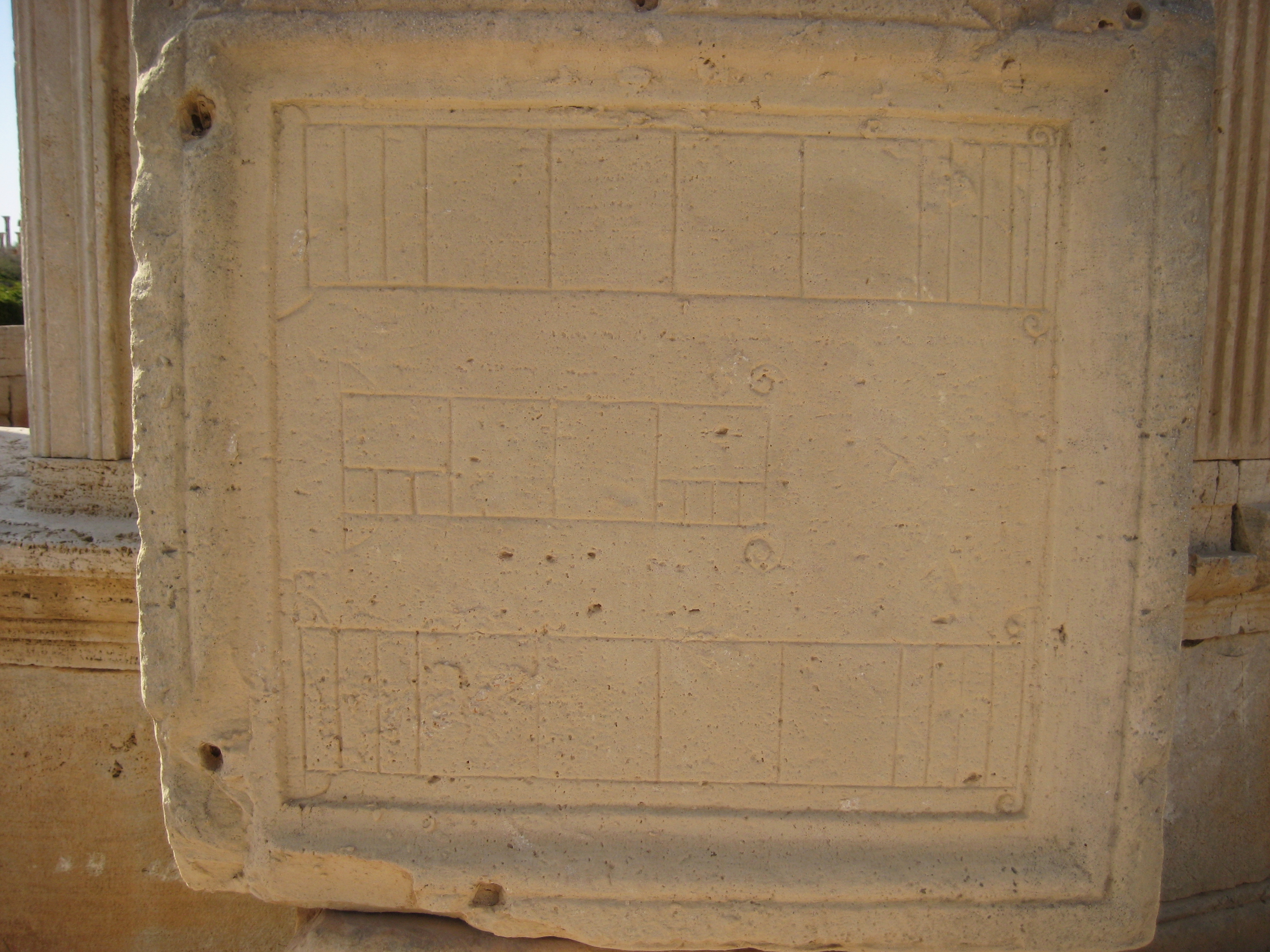
Tabula mensoria (ritrovata all'interno del mercato).
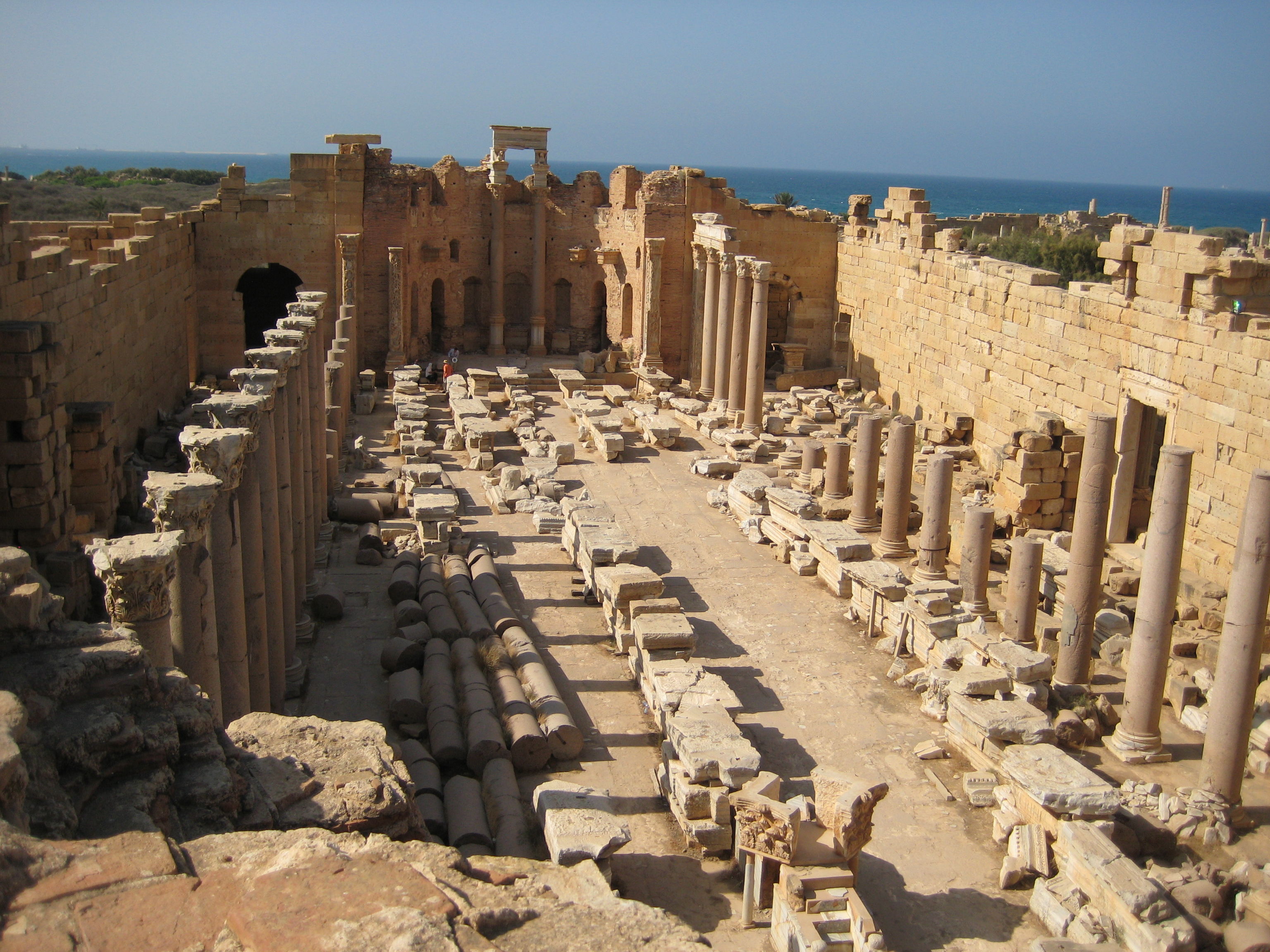
Basilica severiana, pertinente all'omonimo foro.
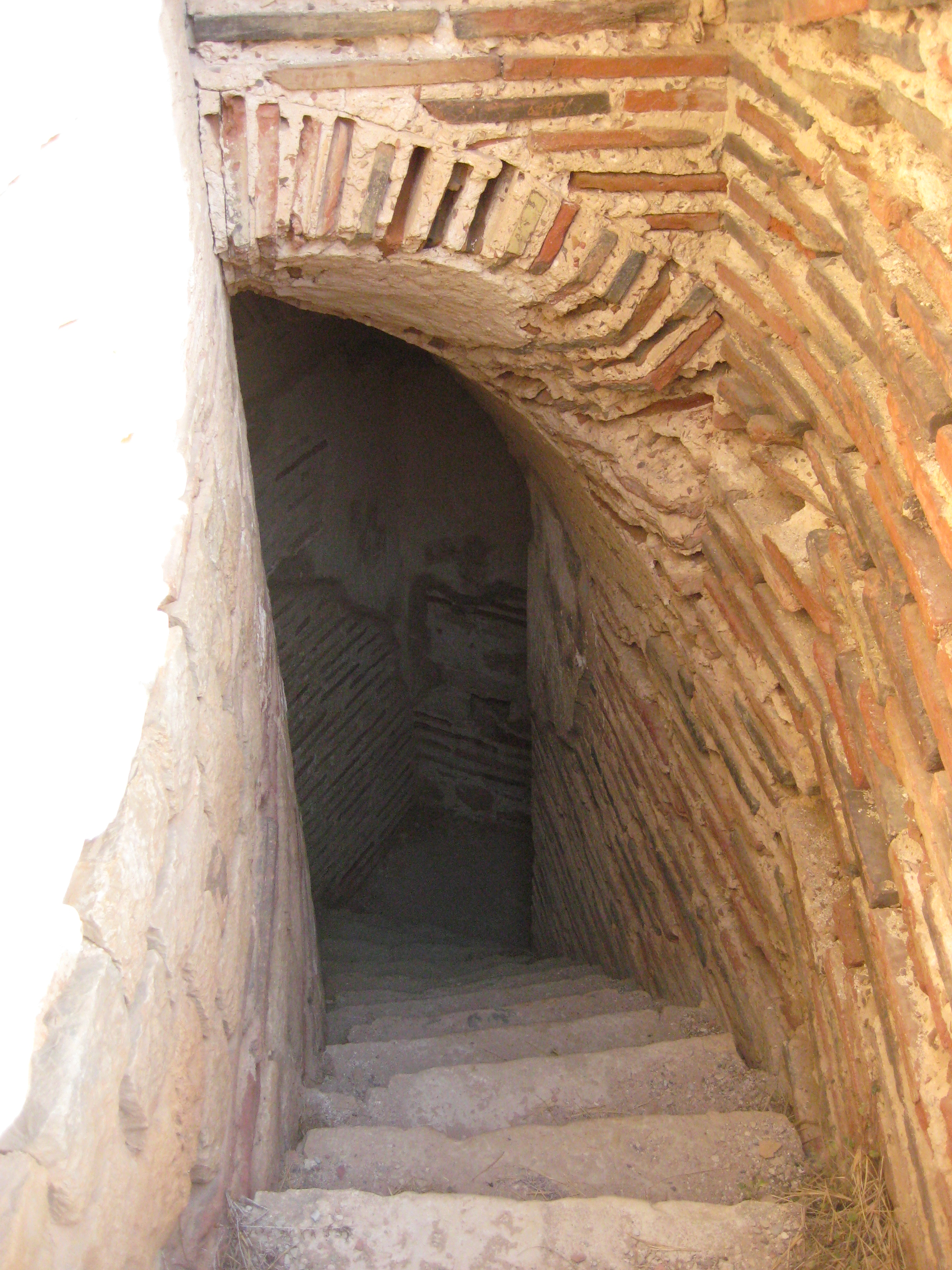
Scala all'interno del foro severiano.
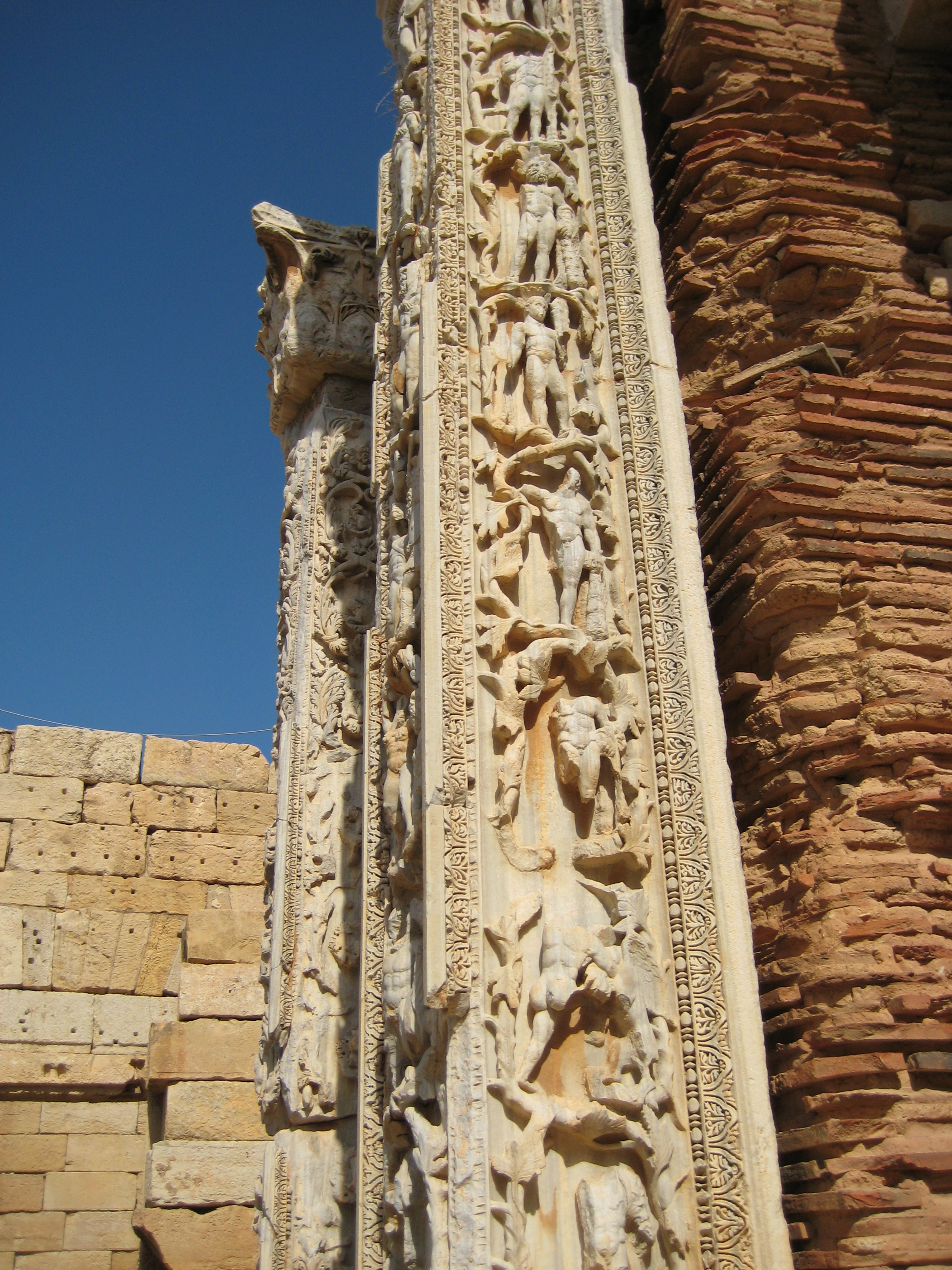
Basilica severiana, fusti in marmo inquadranti le absidi con decorazione scultorea di tipo a girali popolati.
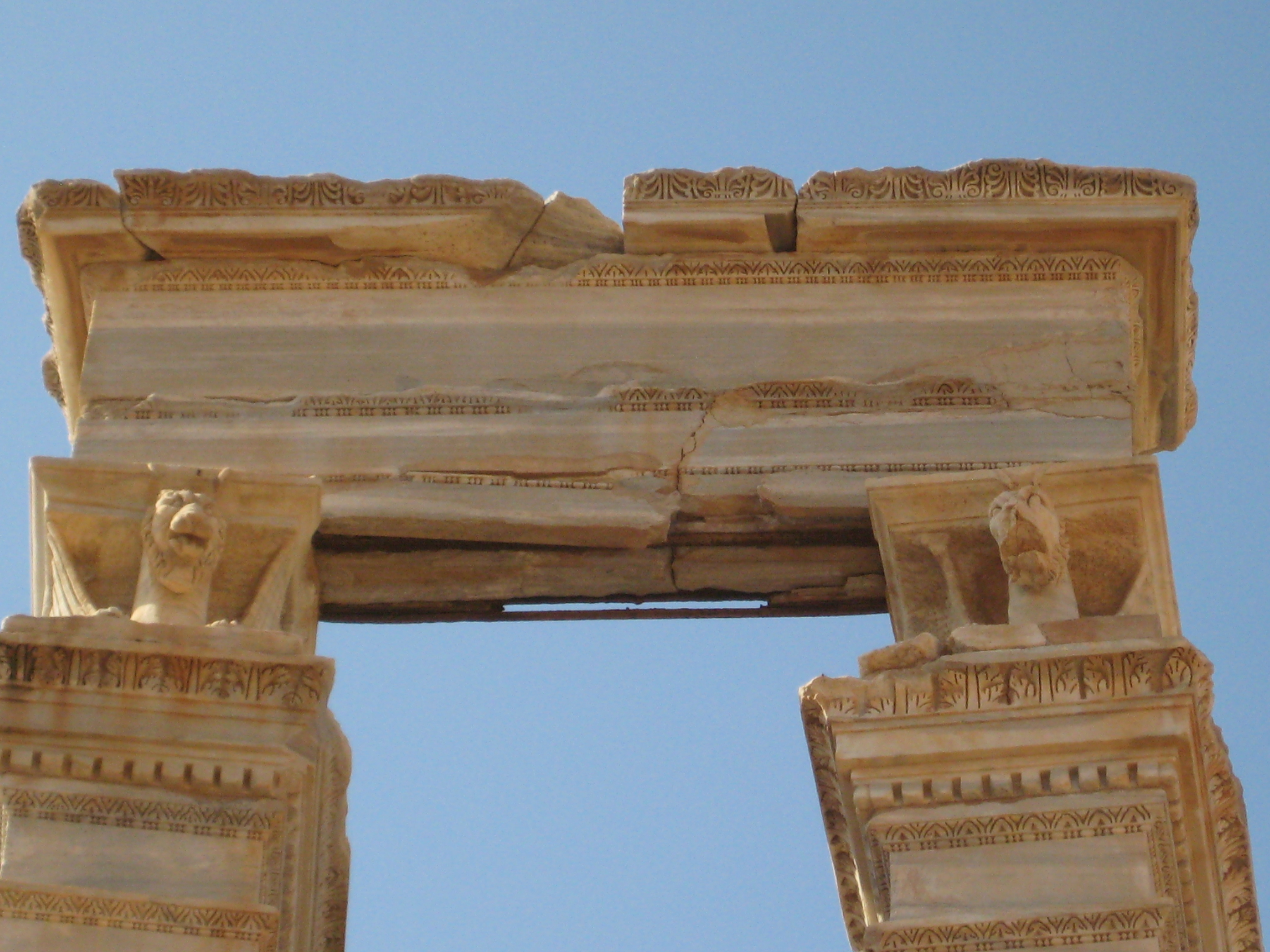
Dettaglio pertinente alla basilica severiana.
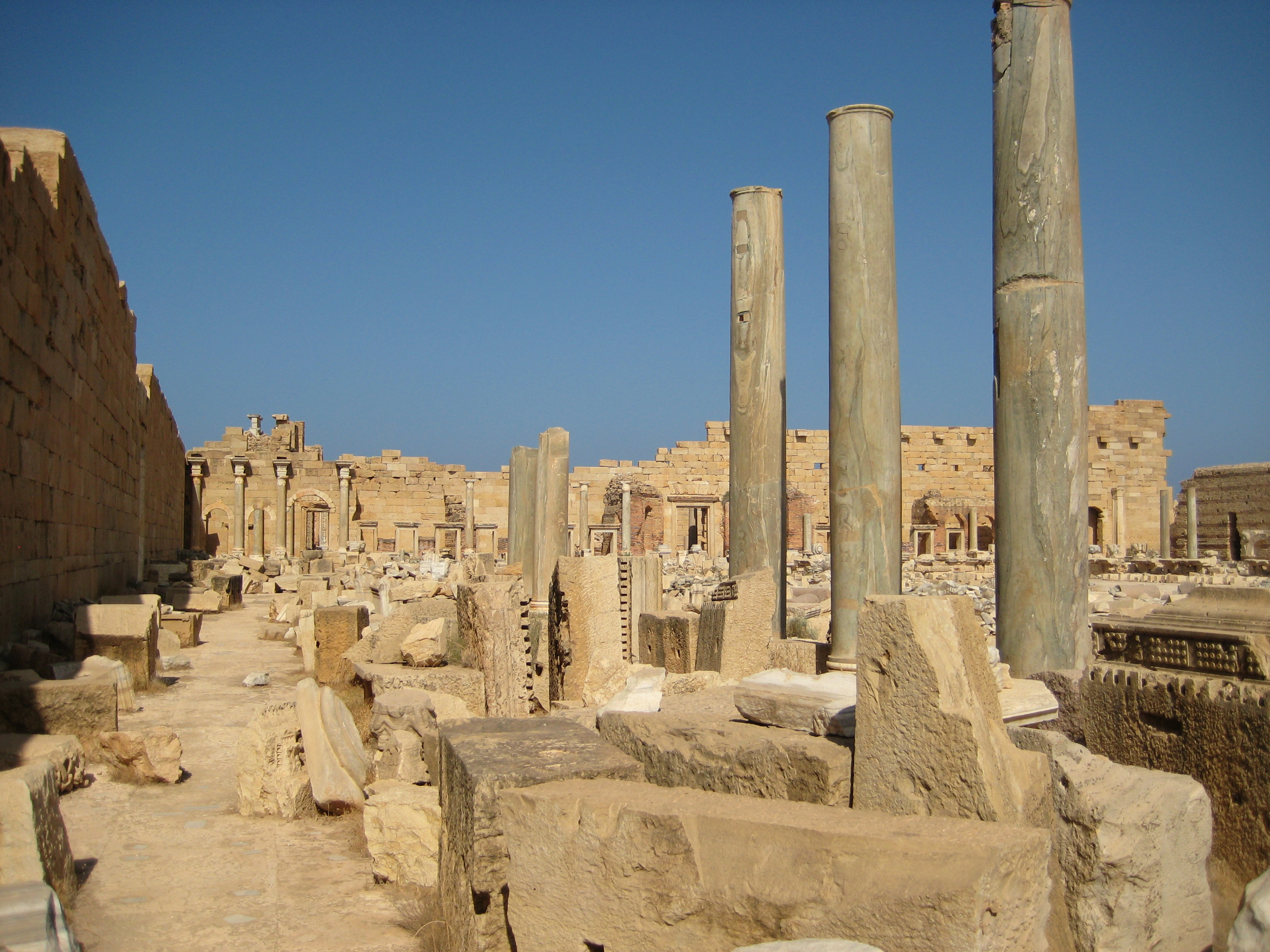
Foro di Leptis Magna.

## Repertori epigrafici
IPT = G. Levi Della Vida e M.G. Amadasi Guzzo, Iscrizioni puniche della Tipolitania (1927-1967), Roma 1987.
IRT = J.M. Reynolds e J.B. Ward-Perkins, The inscriptions of Roman Tripolitania, Roma-London 1952.